# Bătălia de la Navarino

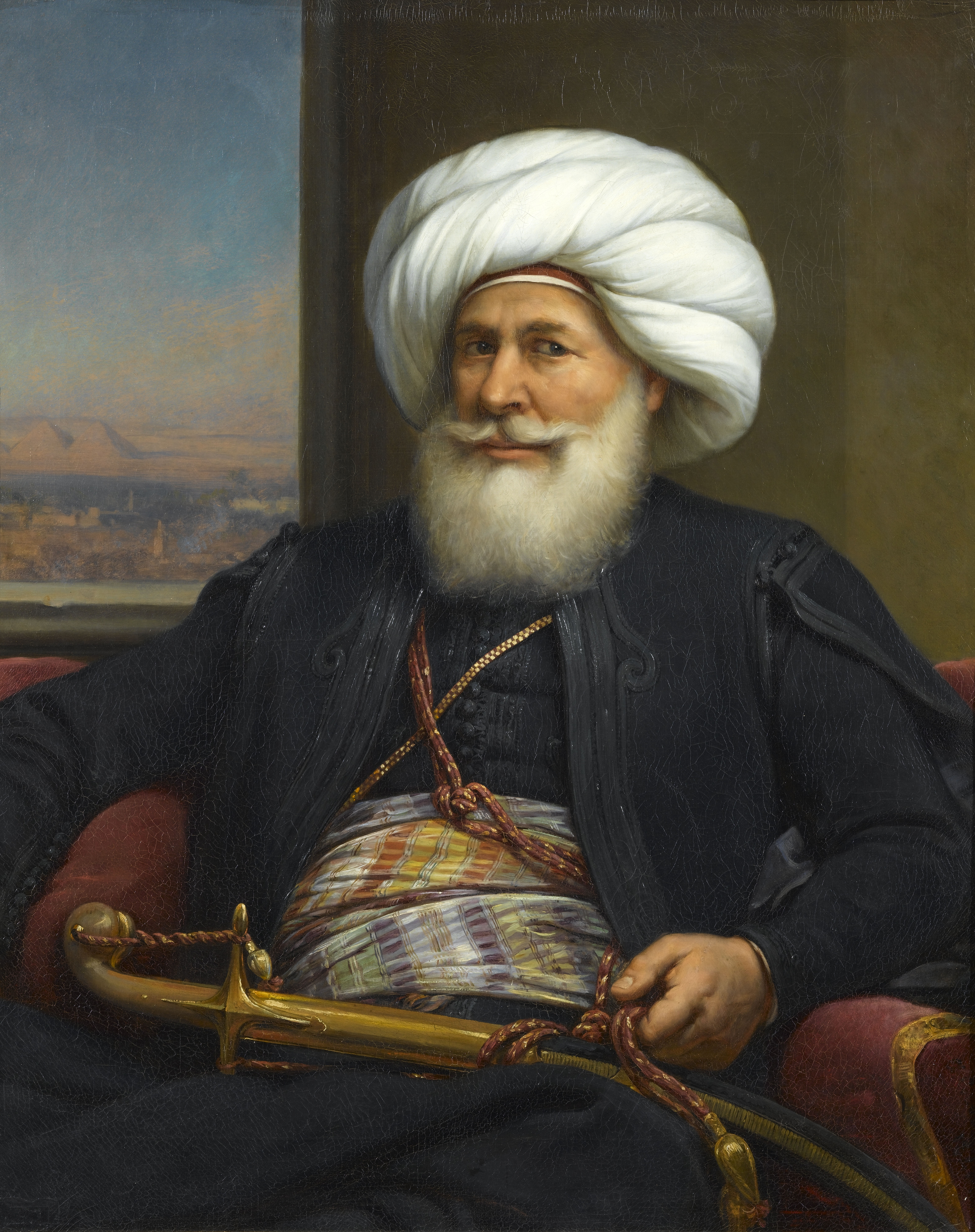
Muhammad Ali Pasha, guvernator otoman al Egiptului, 1805 – 1849, a cărui expediție în Peloponez a precipitat intervenția Marilor Puteri în conflictul din Grecia. Muhammad Alia era un etnic albanez, născut în 1769 în Kavalla, Grecia, fiind fiul comandantului militar otoman local. A fost comandantul otoman în luptele împotriva lui Napoleon Bonaparte în timpul invaziei franceze din Egipt din 1798. După retragerea francezilor din 1801, el a devenit conducătorul de facto al Egiptului. În timpul domniei sale a avut loc începutul industrializării Egiptului și a fost înființată armata și marina modernă a țării. El a avut ca obiectiv constituirea unui imperiu pentru casa sa domnitoare pe ruinele Imperiului Otoman. Muhammad Ali a fost fondatorul dinastiei care a domnit în Egipt până la lovitura de stat militară din 1952

Teritoriile cucerite de Imperiul Otoman între 1481 – 1683

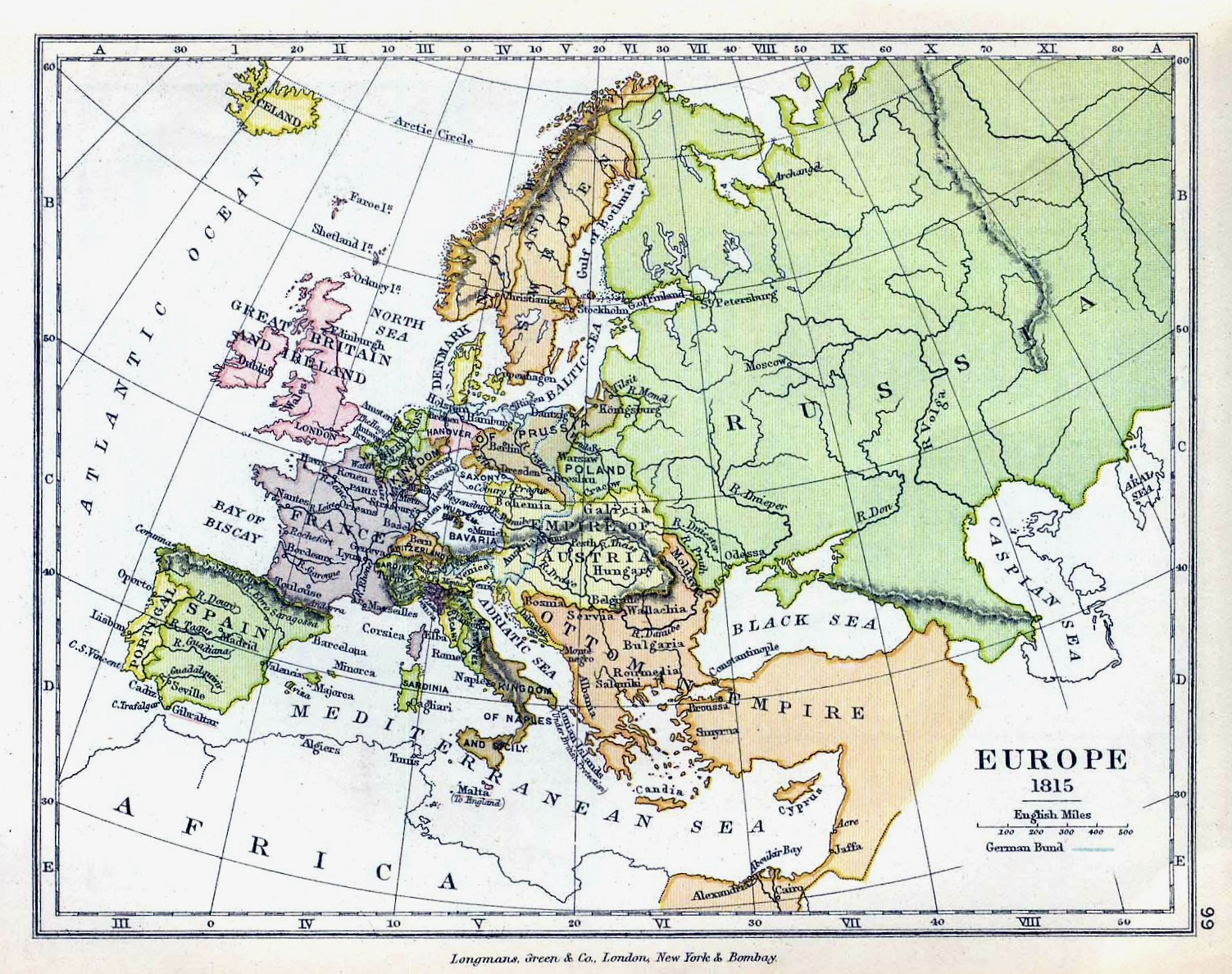
Harta Europei în 1815, după încheierea războaielor napoleoniene. Se vede că, după apogeul din secolul al XVII-lea, Imperiul Otoman a pierdut Ungaria și Transilvania în favoarea Imperiului Austriac și toată regiunea din nordul Mării Negre în favoarea Imperiului Rus. În acea perioadă, nordul Africii era încă sub controlul otoman.

Bătălia navală de la Navarino a avut loc pe 8 octombrie 1827, în timpul Războiului de Independență al Greciei (1821 – 1832), în golful Navarino (Pylosul zilelor noastre), pe țărmul de vest la Peninsulei Peloponez, în Marea Ionică.
O flotă combinată otomano-egipteană a fost distrusă de forța navală aliată a Imperiului Britanic, Regatului Franței și Imperiului Rus. Este ultima mare bătălie navală în care au participat în mod exclusiv vase cu pânze. Corăbiile alianței antiotomane erau mai bine înarmate și antrenate decât cele turco-egipteano-algeriene, ceea ce a avut ca rezultat o victorie zdrobitoare a Marilor Puteri europene. 
Factorul decisiv care a precipitat intervenția acestor puteri europene în conflictul din Grecia a for ambiția Rusiei de a-și extinde teritoriile din regiunea Mării Negre în dauna Imperiului Otoman. De asemenea, un rol important l-a avut starea de spirit a rușilor favorabilă sprijinirii coreligionarilor ortodocși greci, care erau într-o neîntreruptă luptă împotriva ocupanților otomani din 1821.  Intențiile de extindere a influenței rusești în regiune erau privite ca niște amenințări geostrategice majore de către diplomația britanică și austriacă, care a încercat pe toate căile să împiedice intervenția țaristă, în speranța că otomanii erau capabili să pună capăt rebeliunii elene. La sfârșitul anului 1824, pe tronul de la Sankt Petersburg a venit împăratul Nicolae I, care a inițiat o politică externă mult mai agresivă, ceea ce a forțat Regatul Unit să intervină. Britanicii s-au temut ca rușii să nu fie capabili să distrugă complet Imperiul Otoman și să câștige o poziție hegemonică în Balcani și Orientul Apropiat.
Regatul Franței a intrat în conflict dorind să-și recâștige rolul conducător în politica europeană, după înfrângerile suferite în timpul războaielor napoleoniene.
Guvernele celor trei puteri se aflau de asemenea sub presiunea opiniei publice favorabile intervenției în favoarea grecilor, în special după invazia Peloponezului de către Ibrahim Pașa și trupele sale egiptene, responsabile de comiterea a numeroase atrocități împotriva populației elene.
Cele trei puteri europene au semnat Tratatul de la Londra în 1827, prin care se urmărea să oblige guvernul otoman să acorde autonomie grecilor. Pentru aceasta, puterile europene urmau să-și deplaseze forțele navale în Mediterana răsăriteană. Bătălia navală a fost mai degrabă rezultatul unui accident. Comandatul flotei aliate, amiralul Edward Codrington a încercat să îl oblige pe Ibrahim să se supună somațiilor sale. Distrugerea flotei otomane din Mediterana a salvat Prima Republică Elenă de la pieire. Pentru că se asigure supraviețuirea statului elen a mai fost nevoie de două intervenții militare: a Rusiei în războiul din 1828 - 1829 și a Franței prin campania din Moreea. Prin aceste două intervenții militare, otomanii au fost obligați să se retragă din sudul Greciei, și  a fost asigurată independența acesteia.

## Contextul istoric
Contextul istoric bătăliei de la Navarino a fost determinat de Războiul de Independență al Greciei. Acest conflict începuse în 1821 prin revolta naționaliștilor greci – Eteria – împotriva Imperiului Otoman, care stăpânea Grecia de aproape trei sute de ani.
În 1827, rebeliunea grecilor părea că va fi înăbușită. Sultanul Mahmud al II-lea a reușit să reușit să scoată conflictul din impas. El a reușit să-și convingă puternicul vicerege al Egiptului, Muhammad Ali Pașaa, (care era din punct de vedere legal supus al sultanului, dar care acționa ca un monarh independent), să-și trimită armata și flota bine echipate și instruite în stil european în Grecia. În schimb, sultanul i-a promis să-i permită să încorporeze Peloponezul ca fief ereditar al lui Ibrahim Pașa, fiul lui Muhammad.
În februarie 1825, Ibrahim a condus o forță expediționar de 16.000 de oameni în Peloponez și în scurtă vreme a cucerit întreaga parte vestică a Peninsulei. El nu a reușit însă să ocupe și zona estică, unde își avea sediul guvernul rebel elen, în Nauplion. Forțele lui Ibrahim și-au continuat atacul spre nord, cucerind Citadela Atenei și, în aprilie 1826, orașul Missolonghi, care controla intrarea în Golful Corint. Ca răspuns la atacurile gherilelor grecești împotriva forțelor sale din Peloponez, Ibrahim a lansat o campanie de transformare a civililor în sclavi și trimitere a lor în Egipt, cât și de distrugere sistematică a teritoriului, care urmărea înfometarea supraviețuitorilor. El a adus coloniști arabi, care ar fi trebuit să înlocuiască populația elenă.
Revoluționarii greci, care aveau ca motto Ελευθερία ή θάνατος (Eleftheria i thanatos: „Libertate sau moarte”), au rămas pe poziții. Mai mult, au numit ofițeri simpatizanți ai cauzei elene la comanda trupelor revoluționare. În acel moment, forțele terestre și navale ale guvernului provizoriu grec erau mult inferioare celor ale otomanilor (turci, algerieni și egipteni). În 1827, trupele regulate elene numărau mai puțin de 5.000 de soldați, în comparație cu cei 25.000 ai otomanilor din Grecia centrală și cei 15.000 din Peloponez. Guvernul grec era practic falimentar. Cele mai importante fortificații de pe teritoriul pe care grecii îl mai stăpâneau erau de fapt sub controlul otomanilor. Înfrângerea revoluție elene părea doar o chestiune de timp.
În acest moment crucial, soarta grecilor a fost salvată de decizia Marilor Puteri (Regatul Unit, Franța și Rusia) de intervenție în conflict.

## Motivațiile Marilor Puteri
Războiul de Independență al Greciei a izbucnit după încheierea războaielor napoleoniene (1815). Puterile învingătoare erau hotărâte să se asigure că Revoluția Franceză nu avea să se mai repete și că nimeni nu va mai încerca să mai exporte idealurile acestei în toată Europa. În timpul Congresului de la Viena s-a născut „Ordinul conservator”, un principiu care stabilea că monarhiile europene sunt inviolabile, atât în constituie cât și în teritoriu. Noua ordine urma să fie apărată de principalele puteri europene, care urmau să acționeze împreună, în conformitate cu hotărârile luate în timpul negocierilor și conferințelor periodice. Acest sistem a devenit cunoscut sub numele de „Sistemul Congresului”.
Revoluția elenă reprezenta însă o provocare la adresa noii ordini pe care încercau să o  impună Marile Puteri. Revolta grecilor reprezenta în primul rând o violare a principiilor stabilite prin revolta împotriva monarhiei „legale” și prin dorința declarată de secesiune. Aceasta era poziția a cel puțin a doi dintre arhitecții și apărătorii sistemului Congresului – secretarul pentru afaceri externe al Regatului Unit, Robert Stewart, și cancelarul Austriei, Metternich. Dar cel mai important opozant al mișcării elene era Imperiul Rus, chiar dacă trebuia să ia atitudine împotriva unei puteri musulmane, asupritoare a creștinilor. Revoluția elenă a complicat și mai mult Chestiunea Orientală. Termenul „Chestiunea Orientală” era folosit în epocă pentru frământările diplomatice legate de continuul declin al Imperiului Otoman și lupta pentru ocuparea teritoriilor sale.
Deși în legătură cu Imperiul Otoman  se mai folosește uneori și numele „Turc”, termenul „Otoman”, derivat din numele dinastiei domnitoare este mult mai potrivit. Otomanii au cucerit teritoriile care de-a lungul Evului Mediu au fost sub stăpânirea Imperiului Bizantin controlat de aristocrația elenă. Cucerirea Imperiului Bizantin a fost desăvârșită prin ocuparea capitalei bizantine în 1453. În acest fel, Imperiul Otoman a devenit stat succesor al celui bizantin. În Imperiul Otoman, etnicii turci erau „națiunea stăpânitoare” din imperiu, deținătoarea puterii politice și militare (dar nu și a celei financiare, controlate în principal de greci și evrei). Cu toate acestea, turcii erau totuși o minoritate în imperiu, chiar și printre supușii musulmani, fiind depășiți numeric de arabi. Mai mult, deși imperiul era în mod oficial unul islamic, supușii creștini (popoarele balcanice, armenii, arabii creștini) reprezentau aproximativ jumătate din populație. Creștinilor li se garantau libertăți religioase mai largi în Imperiul Otoman decât li se garantau nemusulmanilor în cele mai multe țări europene. În conformitate cu legile islamice, libertatea religioasă a nemusulmanilor în Imperiul Otoman era  condiționată de plata unei taxe pe cap de locuitor, jizya, care afecta profund nivelul de trai al țăranilor în anii în care recoltele erau proaste. Legea recrutării devșirme impunea comunităților creștine să predea 20% dintre băieți pentru armatei otomane. Tinerii urmau să fie separați definitiv de familiile lor, convertiți la islam și antrenați să completeze efectivele regimentelor de elită otomane, printre care și cele ale corpului de ieniceri.
Imperiul Otoman fusese într-o anumită perioadă istorică una dintre cele mai importante puteri militare din Europa. Apogeul puterii sale militarea a fost atins în secolele al XVI-lea și al XVII-lea, când amenința securitatea întregului continent european și nu numai. Armatele otomane au cucerit toată peninsula Balcanică și Grecia și au amenințat Austria, asediind Viena în două rânduri (în 1529 și 1683). În această perioadă, marina otomană a stăpânit Marea Mediterană. Otomanii au decăzut treptat, fiind depășiți din punct de vedere militar și economic de alte puteri europene. Rămânerea în urmă a otomanilor s-a datorat nereformării instituțiilor politice, a sistemului economic și a forțelor armate. Imperiul Otoman a pierdut treptat controlul asupra unor teritorii din Europa Răsăriteană în favoarea mai puternicelor Austria și Rusia. La sfârșitul secolului al XIX-lea, Imperiul Otoman era cel mai slab stat din punct de vedere militar și economic dintre toate Marile Puteri. În ciuda acestui fapt, teritoriul otoman, în ciuda pierderilor neîncetate, rămăsese foarte întins și cu numeroase regiuni foarte importante din punct de vedere strategic: Peninsula Balcanică, Anatolia, teritoriile arabe de la Maroc până în Palestina. Teritoriile arabe erau considerate la Londra de o importanță strategică crucială, mai înainte chiar ca vastele zăcăminte de petrol să devină o resursă vitală industrială la începutul secolului al XX-lea. Importanța dată de britanici era legată de faptul că această regiune era puntea de legătură dintre Mediterana și posesiunile din India
Pentru guvernul otoman, (cunoscut în cercurile diplomatice ale timpului ca „Sublima/Înalta Poarta”, de la La Porte Sublime, termenul prin  care francezii numeau poarta dinspre Bosfor de acces al delegațiilor străine în Palatul Topkapî), Grecia era o provincie centrală. Pierderea acestei regiuni nu putea fi tolerată, așa cum fusese acceptată pierderea Principatelor Române și Serbiei, care erau considerate provincii periferice. Teama guvernului otoman era aceea că secesiunea doar unei mici părți a Greciei – Peloponezul de exemplu – ar fi dus la intensificarea luptei de eliberare a altor regiuni ale imperiului locuite de greci, așa cum ar fi fost Grecia centrală, Macedonia, Tracia, Anatolia apuseană,  insulele mici ale Mării Egee, Creta, Cipru, și chiar a capitalei imperiului, Constantinopol, ceea ce ar fi pus în primejdie existența imperiului. Nu în ultimul rând, grecii erau de o importanță foarte mare pentru imperiu, elenii având majoritatea vaselor comerciale și ocupând poziții dominante în comerț. La nivel personal, sultanul  Mahmud al II-lea a considerat revolta grecilor drept o trădare monstruoasă a unei națiuni cucerite pe  care Poarta o tratase foarte bine. Sultanul și-a vărsat furia asupra liderului spiritual al grecilor, Patriarhul Constantinopolului Grigorios al V-lea, pe care îl suspecta că îi sprijină pe rebeli. Patriarhul a fost arestat la ieșirea din catedrala patriarhală după celebrarea slujbei de Paști în aprilie 1821 și a spânzurat în costumul patriarhal de poarte Sfântul Petru a catedralei. După trei zile, corpul său a fost coborât din spânzurătoare și, după ce a fost târât pe străzi, a fost aruncat în Bosfor.
Rusia avea cea mai favorabilă poziție față de greci. Imperiul Rus era singura mare putere ortodoxă și se considera protectoare (și potențial eliberatoare) a supușilor otomani din Balcani și Grecia, care erau în mod predominant ortodocși. Sârbii și bulgarii erau în plus membri ai marii familii slave. Aceste legături emoționale se împleteau cu interesele geostrategice ale Rusiei. Sprijinirea secesiunii statului grec, care ar fi devenit un aliat natural al Rusie, ar fi fost o cale de creștere a influenței rușilor în Europa de Sud-Est. În plus, clanurile aristocratice fanariote bogate, care controlau comerțul rus pe Marea Neagră, aveau o influență politică uriașă în Rusia. Problema principală a sprijinitorilor intereselor elene în Rusia era aceea că problema Greciei era doar una dintre chestiunile în conflict între Sankt Petersburg și Partă. Altele mai importante din punct de vedere diplomatic erau încercările Rusiei de impunere a protectoratului asupra Principatelor Dunărene și a Serbiei, încercarea de acaparare a porturilor dunărene și de la Marea Neagră, dreptul marinei militare țariste de traversare neîngrădită a Bosforului și Dardanelelor și anexarea teritoriilor otomane din Caucaz.
Victoria decisivă a rușilor în războiul din 1768 – 1774, care le adusese uriașe câștiguri teritoriale în regiunile Mării Negre și Caucazului, au dus la o reacție din partea puterilor europene, în special a Austriei și Regatului Unit, care se temeau tot mai mult de creșterea puterii Imperiului Rus. Politica externă austriacă a executat o întoarcere la 180 de grade. Austriecii, care fuseseră inamicii otomanilor pentru mai multe secole, erau amenințați cu încercuirea de către ruși în Balcani. Începând cu sfârșitul secolului al XVIII-lea, austriecii s-au transformat în sprijinitorii integrității Imperiului Otoman. Lor li s-au alăturat britanicii, care se temeau că rușii ar fi putut ocupa coloniile asiatice ale Londrei și ar fi devenit astfel o supraputere euroasiatică. Britanicii se temeau că o secesiune a Greciei ar fi declanșat o serie de revolte naționaliste, care ar fi dus în cele din urmă la dezintegrarea Imperiului Otoman. Rezultatul imediat ar fi fost un imens vacuum de putere, pe care rușii, mult mai bine plasați din punct de vedere teritorial, dar și religios, l-ar fi umplut rapid. În momentul izbucnirii revoluției elene în 1821, cabinetul britanic era dominat de facțiunea  „High Tory” a partidului de guvernamental   Tory. Această facțiune era sprijinitori hotărâți ai integrității teritoriale otomane.
Implicarea guvernului francez era datorată unor motive neclare. Înfrângerea Franței în războaiele napoleoniene a dus la întărirea supremație navale în Mediterana. Linia directoare a politicii franceze în Mediterana a rămas aceeași ca pe vremea lui Napoleon Bonaparte – contracararea hegemoniei britanice – dar de această dată prin mijloace diplomatice și nu prin război. Guvernul francez și-a concentrat atenția, la fel cu Napoleon în 1798, asupra Egiptului. Franța a echipat și antrenat o armată terestră și o flotă  moderne pentru regiumul lui Muhammad Ali Pașa. Aceste acțiuni au fost supravegheate cu suspiciune de guvernul de la Londra. Britanicii au considerat pe bună dreptate că egiptenii aveau să se separe de Imperiul Otoman. Guvernul de la Paris a adoptat în Mediterana aproape din principiu atitudini diferite de cele ale Londrei, așa cum a fost susținerea intervenției marilor puteri în conflictul din Grecia. Totuși și Parisul împărtășea unele dintre temerile Londrei cu privire la expansiunea rușilor și sprijinea cel puțin de fațadă integritatea teritorială otomană
În ciuda lipsei de entuziasm al miniștrilor englezi și francezi față de rebeliunea grecilor, ei trebuiau să facă față unei uriașe presiuni din partea opiniei publice, favorabilă elenilor. Indiferent de interesele strategice pe care încercau să le apere guvernele lor, grecii erau în ochii celor mai mulți britanici și francezi niște creștini care luptau eroic să se elibereze de sub ocupația coruptă și tiranică islamică. Într-o perioadă în care naționalismul era legat intim de liberalism, revolta grecilor devenise un strigăt de luptă pentru liberalii din întreaga Europă, în special pentru cei francezi, a căror acțiuni politice fuseseră puternic restrânse în țară după restaurația Casei de Bourbon după 1815. Filoelenii aveau comitete puternice atât la Londra, cât și la Paris, care erau sprijinite de personalități influente, așa cum a fost George Gordon Byron (care avea să moară pentru cauza elenă în 1824) în Anglia,  François-René de Chateaubriand și Victor Hugo în Franța. Comitetele filoelene au strâns sume mari de bani pentru revoluționarii greci, au sprijinit revoluția în presă și au recrutat și echipat sute de voluntari care să lupte împotriva otomanilor. Presiunea opiniei publice s-a intensificat după acțiunile brutale ale lui Ibrahim Pașa din Peloponez. Atrocitățile comise de forțele sale, descrise pe larg și amplu exagerate în presa liberală, a influențat și mai mult opinia publică din întreaga Europă. Ibrahim era denumit în presa franceză Le Sanguinaire („Sângerosul”). Acțiunile lui Ibrahim au stânjenit profund guvernul francez, care echipase și antrenase forțele egiptene.
Guvernele rus și francez trebuiau să accepte că orice ajutor naval pentru greci nu putea fi făcut fără consimțământul britanicilor, datorită supremației acestora în Mediterana.. Victoriile navale zdrobitoare împotriva Franței și Spaniei în timpul războaielor napoleoniene transformaseră Mediterana într-un „lac britanic”, strict controlat de un șir de baze navale strategice, care se întindea de la Gibraltar până în Insulele Ionice (aceste din urmă era singurele teritorii locuite de greci care nu se afla sub stăpânirea otomană). Britanicii se puteau opune astfel oricărei intervenții a flotei franceze în Mediterana. Rușii aveau și o alternativă, care nu putea fi influențată de opoziția britanică, aceea a atacului terestru asupra teritoriilor de la sud de Dunăre.

## Diplomația marilor puteri europene

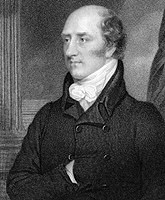
George Canning, secretar al afacerilor externe în 1822 – 1827 și premier în aprilie – august 1827, arhitectul tratatului de la Londra, care a permis intervenția europeană în conflictul din Grecia

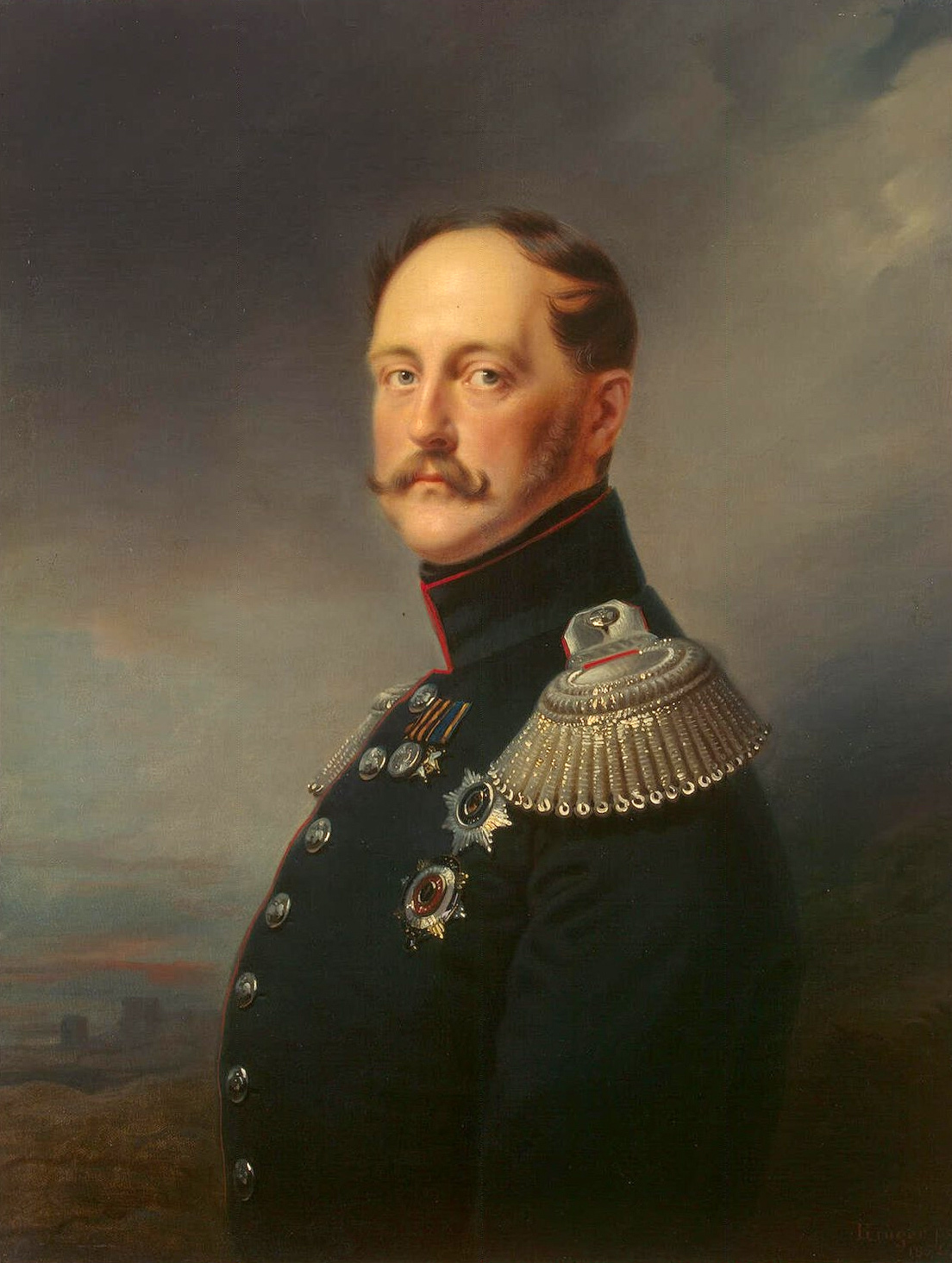
Împăratul Nicolae I, care se considera un cruciat ortodox, i-a îndemnat pe britanici să ofere asistență navală grecilor și a declanșat războiul cu otomanii din 1828 – 1829, care a garantat independența Greciei și a asigurat hegemonia Rusiei în regiunea Mării Negre

De la izbucnirea revoluției elene până în 1826, diplomația britanică și austriacă (sub conducerea lui  Castlereagh și Metternich) a avut ca obiectiv nonintervenția marilor puteri în conflict. Obiectivul celor două puteri era împiedicarea intervenției militare a Rusiei în sprijinul grecilor, pentru a acorda un răgaz otomanilor pentru înfrângerea rebeliunilor .
Această abordare a fost la început un succes, datorită faptului că împăratul Alexandru I se opunea oricărei mișcări revoluționare. În ciuda sprijinului fervent al cauzei elene în cercurile naționaliste ruse, Alexandru I nu s-a arătat dornic să îi provoace pe Metternich și Castlereagh și să ofere grecilor mai mult decât un sprijin limitat diplomatic. În timpul Congresului de la Verona din 1822, Castlereagh l-a convins pe țar să ignore cauza grecilor, până atât încât să refuze să primească delegația elenă la conferință.
În același an, Alexandru I l-a forțat pe ministrul său de externe de etnie elenă Ioannis Kapodistrias (care avea să devină primul președinte al Primei Republici Elene) să demisioneze pentru că era un susținător al cauzei independenței Greciei. În 1824, țarul a propus puterilor europene un plan pentru autonomia Greciei. Pentru toată lumea a devenit clar că împăratul Rusiei nu era pregătit să acționeze de unul singur.
În 1822, funcția de ministru de externe britanic a fost preluată de  George Canning, spre nemulțumirea lui Metternich's. Canning era un Tory liberal, ostil conservatorilor conduși de Wellington. Canning se luptase cu predecesorul său, Castlereagh, în 1809, datorită unor neînțelegeri politice. Noul premier britanic era dezgustat de manevrele lui Metternich și privea cu mai multă simpatie cauza grecilor, alăturându-se unui comitet de sprijinire a luptei acestora. Cu toate acestea, până în 1826, politica guvernului său a fost una de neintervenție.
Otomanii s-au dovedit însă incapabili să înăbușe revolta în lunga perioadă de neintervenție asigurată de britanici și austrieci. În momentul în care otomanii păreau că fac progrese serioase, era deja prea târziu. În decembrie 1825, contextul internațional s-a modificat în mod semnificativ odată cu moartea țarului Alexandru. Pe tronul Rusiei a urcat fratele lui mai tânăr, Nicolae. Noul împărat era la cei 30 de ani ai săi mult mai dispus să-și asume riscuri, iar atitudinea sa era una mai naționalistă. În ceea ce privește politica externă el a adoptat un dublu standard. Pe de-o parte el s-a dovedit un apărător înfocat al ordinii europene existente, cucerindu-și supranumele de „jandarmul Europei” datorită disponibilității de trimitere a trupelor ruse oriunde pe continent pentru zdrobirea revoluțiilor liberale. Pe de altă parte, el se dorea să fie considerat un cruciat și un eliberator ortodox. Din acest motiv, el nu resimțea niciun fel de frică față de o acțiune unilaterală. În cercuirile diplomatice se considera că este o problemă de timp pentru ca Rusia să declare război otomanilor.
Propunerea lui Canning în această nouă situație a fost inițierea unei intervenții comune. Dacă intervenția Rusiei era inevitabilă, atunci el dorea să se asigure că avea să se desfășoare în niște limite acceptabile pentru Londra. El a propus o soluție care era în mare parte identică cu cea a țarului Alexandru: autonomia Greciei sub suzeranitate otomană. Formula părea suficient de satisfăcătoare pentru ruși, iar britanicii apărau integritatea teritorială otomană. Regatul Unit și Imperiul Rus au semnat în aprilie 1826 un document prin care se propunea o misiune de mediere a marilor puteri. Acesta a fost un punct de cotitură al politicii britanice, deoarece se lua în considerație pentru prima oară o intervenție în forță. Țarul i-a surprins pe britanici făcând public acest protocol (care fusese gândit doar ca un prim pas în procesul semnării unui tratat oficial), pe care l-a folosit pentru a face presiune asupra Porții. Adevărul era însă că nici turcii, nici rușii nu erau complet pregătiți de război. Ambele puteri erau în plin proces de modernizare a armatelor lor, iar țarul era preocupat de nesupunerea internă – Revolta decembriștilor fusese cât pe ce să îl împiedice să acceadă la tron. Ca urmare, ambele tabere au acceptat un compromis semnând Convenția de la Akkerman în octombrie 1826. Prin acest tratat, țarul nu mai insista asupra problemei Greciei, iar sultanul își retrăgea armata din Principatele Dunărene și recunoștea autonomia Principatului Serbiei.
Poarta a crezut probabil că a reușit să blocheze sprijinul rușilor pentru greci și a neutralizat protocolul anglo-rus din aprilie. Dar țarul Nicolae nu dorea să lase de-o parte problema elenă. Negocierile au continuat pentru semnarea unui tratat oficial, de această dată într-un format lărgit, prin includerea Franței. Metternich a refuzat să participe, păstrând Austria ferm de partea otomanilor. Negocierile băteau însă pasul pe loc, în principal datorită disensiunilor din cadrul cabinetului britanic, în principal a ducelui de Wellington, față de o intervenție militară. Țarul a devenit tot mai nerăbdător și, pentru a forța guvernul britanic, a trimis din Sankt Petersburg spre Mediterana o escadră navală, care în drumul ei a vizitat și baza navală britanică de la  Portsmouth. Acest marș a nu a făcut să întărească poziția lui Canning în cabinet. Amenințarea unei intervenții unilaterale a Rusiei în Grecia părea iminentă. Când Canning a devenit  premier, Wellington a demisionat, deschizând calea pentru semnarea tratatului

## Tratatul de la Londra
Cele trei puteri au semnat Tratatul de la Londra pe 6 iulie 1827. Justificarea pe care o găseau puterile europene pentru intervenția în Grecia era subminarea comerțului maritim provocată de război. Tratatul cerea semnarea imediată a unui armistițiu între toate părțile beligerante. Acest armistițiu ar fi presupus încetarea operațiunilor militare otomane într-un moment în care grecii erau pe punctul de a pierde lupta. Tratatul își propunea de asemenea să asigure semnatarilor posibilitatea să acționeze ca mediatori tratativele de pace care ar fi urmat armistițiului.
Cele trei puteri cereau Porții să acorde Greciei autonomia. Tratatul prevedea ca Grecia să rămână sub suzeranitatea otomană și să plătească un tribut anual sultanului.
Tratatul avea și o clauză secretă, care prevedea că, dacă Poarta nu accepta armistițiul într-o lună, fiecare semnatar urma să numească un consul la Nauplion, capitala Republicii Elene, asigurând astfel recunoașterea de facto a unui guvern rebel, ceva ce marile puteri nu mai făcuseră până atunci.
Aceeași clauză autoriza părțile semnatare să ordone comandanților lor de nave din Mediterana să „ia orice măsuri pe care le-ar putea sugera circumstanțele” (de exemplu implicarea în acțiuni de luptă) pentru impunerea cererilor aliaților, dacă otomanii nu se conformau într-o perioadă limitată de timp. Totuși, o altă clauză sublinia că aliații nu trebuie să treacă în mod explicit de partea uneia dintre taberele aflate în conflict.
Din cauza aceasta era un document contradictoriu, reflectând interesele divergente la semnatarilor, rușii fiind dispuși să acționeze mai dur împotriva otomanilor. Documentul cerea începerea negocierilor, dar afirma voalat că urma sa nu se obțină rezultate notabile. Marile puteri își ofereau serviciile de mediatori, dar amenințau să folosească forța. Documentul autoriza folosirea forței de către marile puteri, dar le interzicea în același timp să devină parte în conflict. Mai presus de orice, deși se dorea ca să fie un document neutru, îi favoriza în mod evident pe greci. Punctul nevralgic al tratatului era acela că puterile europene se angajau militar și garantau implicit succesul revoluției elene. Mai trebuie spus că documentul a fost semnat la momentul potrivit – Canning, arhitectul tratatului a murit doar câteva săptămâni după aceasta.

## Preludiu

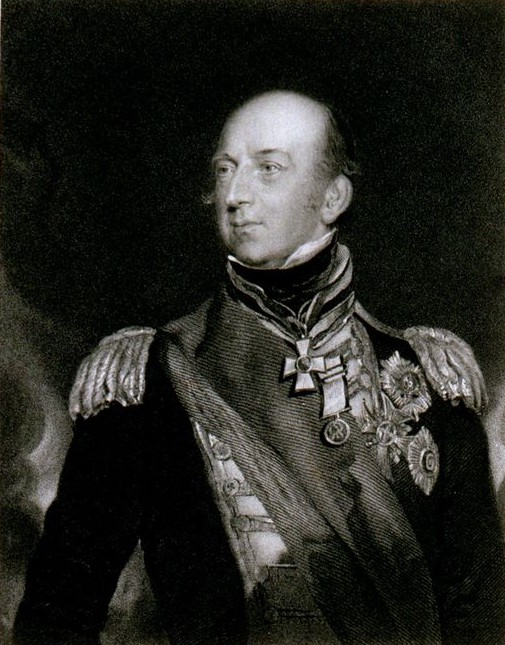
Viceamiralul Edward Codrington, comandantul suprem aliat în bătălia de la Navarino

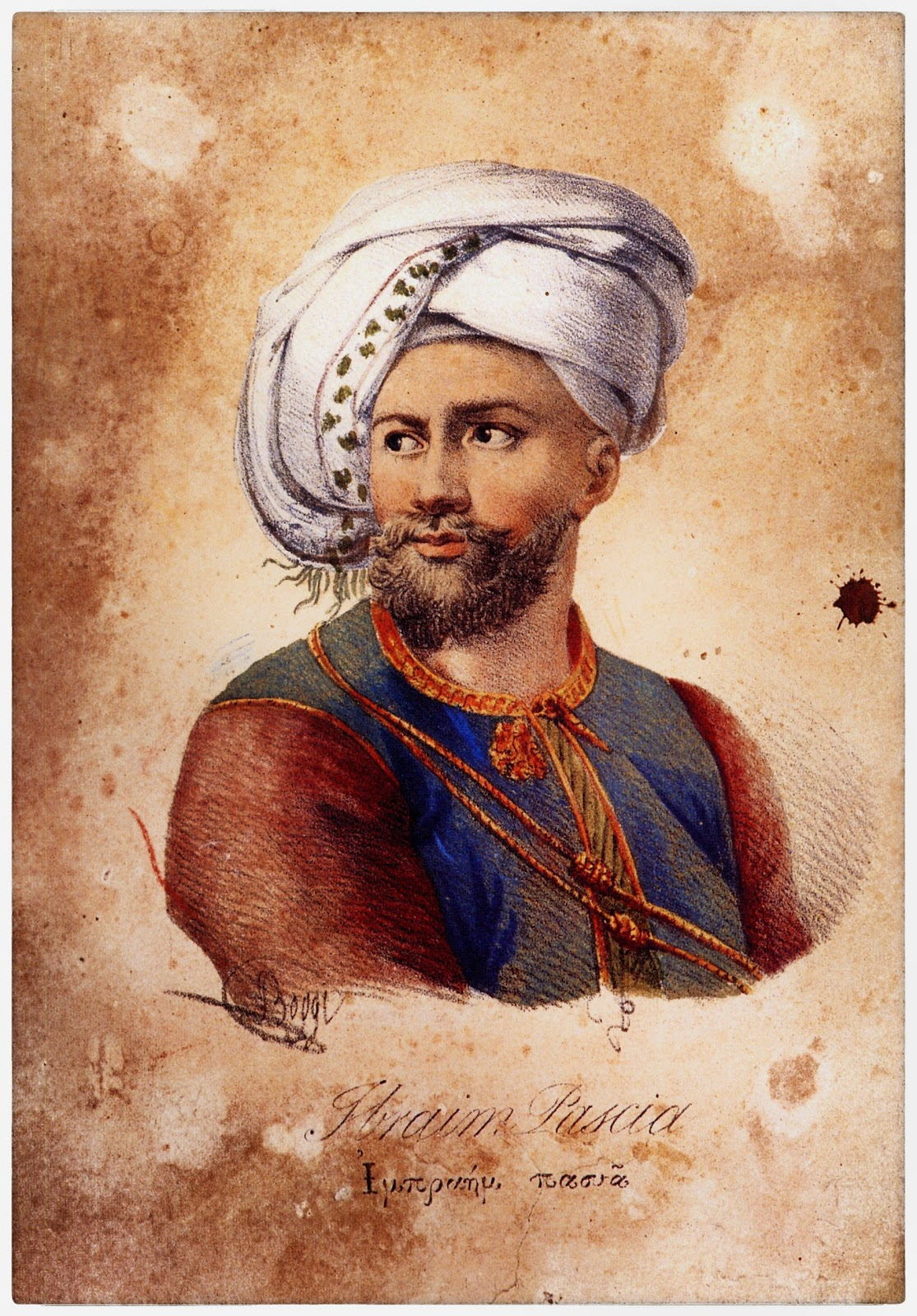
Ibrahim Pașa, fiul adoptiv al lui Muhammad Ali Pașa, comandantul expediției egiptene din Peloponez (1825 – 1828). Atrocitățile comise de soldații de sub comanda sa l-au transformat în cel mai detestat personaj al vremurilor sale în Europa. Trebuie spus însă că el a fost un general capabil și, mai târziu, (1831 - 1839), a provocat o serie de înfrângeri zdrobitoare în Siria suzeranului său oficial, sultanul Mahmud al II-lea

În august 1827, Ibrahim a invadat și a distrus complet regiunea Messinia din sudul Peloponezului.  Spyridon Trikoupis în  History of the Greek Revolution afirmă că soldații lui Ibrahim au incendiat 85.000 de copaci și au luat în sclavie un mare număr de greci. Aceasta însemna că Poarta a încălcat prevederile tratatului de la Londra, iar marile puteri erau îndreptățite să intervină.
Pe 20 august 1827, comandantul suprem britanic din Mediterana, viceamiralul Edward Codrington, un veteran al bătăliei de la Trafalgar, a primit instrucțiunile de la Londra cu privire la modul în care trebuia asigurată impunerea tratatului. Codrington nu era deloc potrivit Edward Codrington pentru o sarcină care cerea mult tact. El intrase în rândurile personalului Royal Navy la 13 ani ca aspirant și și-a croit drumul spre vârful ierarhiei militare prin muncă și mult curaj. Era un marinar viteaz, dar îi lipsea cu desăvârșire finețea diplomatică, calitate pe care o atribuia în derâdere camaradului său francez H. de Rigny. În plus, el er un susținător al cauzei grecilor, fiind membru al „London Philhellenic Committee”.
Codrington avea instrucțiuni precise, să impună un armistițiu și să asigure respectarea lui de către toate taberele și să împiedice venirea de întăriri și provizii pentru forțele otomane din Grecia. El ar fi trebuit să folosească forța militară doar ca o ultimă soluție..
Pe 29 august, Poarta a respins în mod oficial prevederile Tratatului de la Londra, ceea ce a avut ca răspuns numirea unor reprezentanți diplomatici occidentali la Nauplion. Pe 2 septembrie, guvernul provizoriu grec a acceptat condițiile armistițiului. Lui Codrington  îi rămânea doar sarcina să impună măsuri restrictive otomanilor.
Golful Navarino este un port natural vast pe coasta de vest a Messiniei (în partea  de sud-vest al Peloponezului). Are o lungime de aproximativ 5 km și o lățime de 3 km. Gulful este apărat împotriva valurilor mari și a vânturilor de o insulă din apropiere (Sfactiria). Prezența insulei face ca accesul în port să se facă pe două șenale. Cel din mord este mai îngust datorită unor bancuri de nisip, (aproximativ 100 m lățime și doar 18 m adâncime), ceea ce îl face impracticabil pentru vasele de capacitate mare. Cel sudic este mult mai larg de 1.000 – 1.5000 m lărgime. Intrarea sudică era apărată de fortul otoman din Navarino (Pylos). În timpul Războiului de Independență al Greciei, portul a fost folosit de marina otomană ca bază operațională principală în Peloponez. 
O flotă numeroasă otomano-egipteano-algeriană, care fusese avertizată de britanici și francezi să nu se apropie de Grecia, a părăsit Alexandria pe 5 august 1827 și s-a alăturat vaselor otomane deja aflate în portul Navarino pe 8 septembrie. Ca urmare,  Codrington s-a deplasat cu escadra sa la Navarino pe 12 septembrie. În discuțiile cu Ibrahim Pașa de pe 25 septembrie,  Codrington a primit asigurări verbale că otomanii vor înceta acțiunile navale și terestre din Grecia. După aceste discuții, Codrington și-a retras forțele de sub comanda sa în apele insulei Zakynthos aflată sub control britanic, lăsând doar o fregată la Navarino să țină sub observație flota otomană.
Otomanii au încălcat însă în scurtă vreme promisiunea făcută. Ibrahim a fost înfuriat că, în vreme ce el trebuia să respecte încetarea focului, se părea că grecii se bucurau de bunăvoințlui Codrington pentru continuarea operațiunilor militare. Comandanții britanici care luptau pentru greci conduceau operațiuni ofensive împotriva golfului Corint, a portului Patras și în Epir. Vaporul cu aburi Karteria, aflată sub comanda unui căpitan britanic, a lansat un atac fulger în noaptea de 29-30 septembrie la Itea (Focida), scufundând 9 canoniere otomane. Problema lui Codrington ținea de faptul că acești ofieri britanici acționau pe cont propriu, ignorând de cele mai multe ori ordinele guvernului provizoriu grec. Codrington a adresat un ordin direct comandanților britanici aflați în subordinea guvernului elen și le-a certu să înceteze de îndată acțiunile militare, dar puțini au fost cei care s-au supus.
Ibrahim a constatat că protestele adresate lui Codrington erau în zadar și a decis să acționeze. Pe 1 octombrie, el a trimis o escadră navală să întărească garnizoana din Patras. Această formațiune navală a fost interceptată de forțele lui Codrington la intrarea în golful Navarino și a fost obligată să se reîntoarcă în port. Ibrahim a mai încercat personal în noaptea de 3-4 octombrie să iasă din golf. Folosindu-se de întuneric, el s-a strecurat neobservat de britanici, dar flota sa nu a putut să intre în Golful Corint datorită vântului puternic. Vasele lui Ibrahim au rămas la ancoră la adăpostul Capului Papas, așteptând încetarea furtunii. Răgazul acesta a fost folosit de Codrington pentru a-l ajunge pe Ibrahim din urmă și, după o zi întreagă de luptă cu furtuna, flota aliată a ajuns la Papas în dimineața zilei de 4 octombrie. Codrington a ordonat executarea unei serii de salve de avertisment, iar Ibrahim a hotărât se întoarcă la Navarino.
În tot acest timp, forțele terestre egipteano-otomane au continuat să aplice neabătut politica pământului pârjolit. Lumina și fumul satelor și câmpurilor incendiate se vedeau cu ușurință de pe vasele aliate aflate în larg. Un raport al unei patrule britanice aducea la cunoștință că populația din Messena sunt în pragul morții prin înfometare.
Pe 13 octombrie, forțelor lui Codrington de la Navarino li s-au alăturat navele aliate:  o escadră franceză sub comanda lui De Rigny și una rusă comandată de  Гейден, Логин Петрович Loghin Petrovici Gheiden. Pe 18 octombrie, după o serie de încercări eșuate de a lua legătura cu Ibrahim Pașa, Codrington a luat hotărârea, după consultări cu colegii săi rus și francez, să intre în golful Navarino și să ancoreze în fața flotei otomane. Această decizie ținea seama de faptul că, odată cu sosirea iernii, ar fi fost imposibil să se mai păstreze o blocadă eficientă a flotei otomane și, în plus, aceasta părea singura hotărâre care ar mai fi putut salva populația Peloponezului. În ciuda că o asemenea manevră putea fi considerată o provocare de către Ibrahim Pașa, Codrington a încercat să minimalizeze faptul, declarând că nu dorește să se angajeze într-o bătălie, ci că dorește să facă o demonstrație de forță, pentru a-i obliga pe otomani să respecte armistițiul și să stopeze atrocitățile împotriva populației civile.

## Efectivele celor două flote

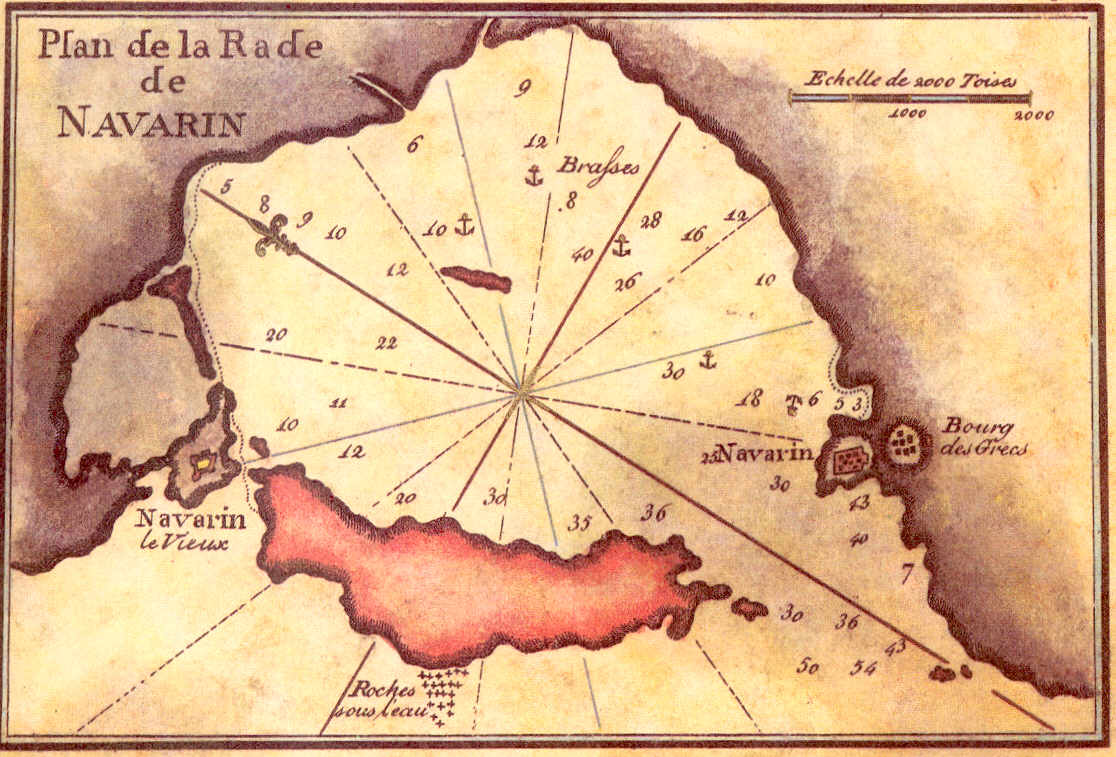
Harta golfului Navarino pe o hartă veche franceză

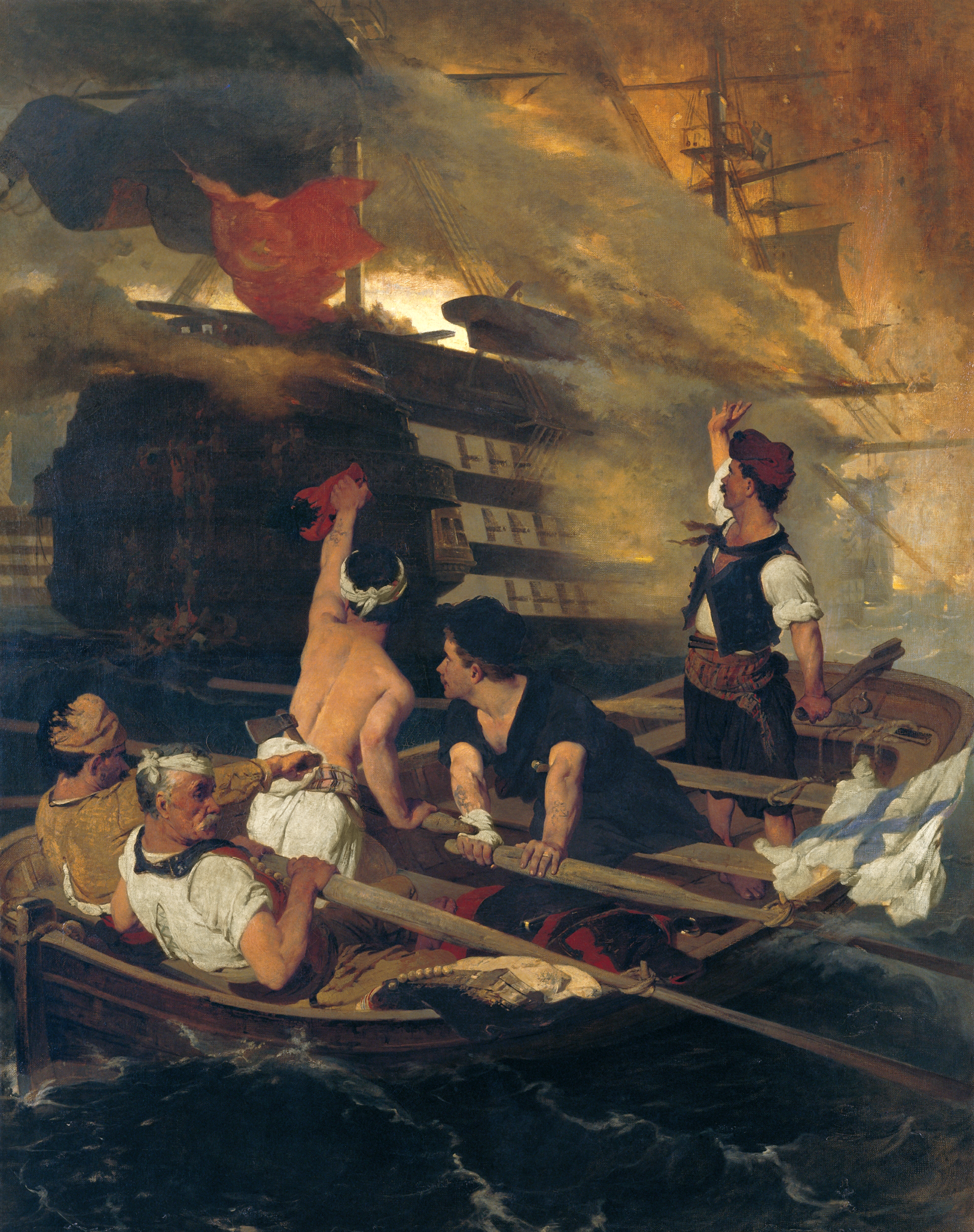
Flăcările cuprinzând vasul de linie otoman cu trei punți Mansur al-Liwa, vasul amiral al lui Adm Kara-Ali Pașa, după ce a fost lovit de o corabie incendiară elenă în portul Chios în noaptea de 6-7 iunie 1822. După câteva momente, magazia de praf de pușcă a explodat, ucigând pe toți cei de la bord: amiralul, 2.000 de invitați ai unei recepții oficiale și echipajul. Pânzele corăbiei incendiare se văd în fundal. În prim plan, echipajul navei incendiare își caută scăparea la bordul unei bărci de salvare, la cârmă aflându-se comandantul Konstantinos Kanaris. De-a lungul întregului război de independență, grecii au distrus aproximativ 40 de vase militare otomane folosind corăbii incendiare în încercarea de neutralizare a superiorității navale otomane. Otomanii au adoptat la rândul lor folosirea corăbiilor incendiare în timpul luptelor de la Navarino

### Aliații
Vasele militare aliate din acele timpuri foloseau în principal aceeași tehnologie de pe vreme războaielor napoleoniene: corăbii cu pânze, cu carena  din lemn nearmat, înarmate cu tunuri cu încărcare frontală, cu țeavă lisă. Britanicii în special ignoraseră noile tehnologii: motoarele cu aburi, construcția din metal a corpului vasului, tunurile cu țeavă ghintuită și proiectilele explozive. Toate acestea fuseseră inventate deja în 1827, dar introducerea lor în domeniul naval se lovise de împotrivirea puternică a eșaloanelor superioare ale marinei. Marina britanică nu a început să folosească vase cu abur până în deceniul al cincilea. În mod ironic, tânăra forță navală elenă a revoluționarilor greci era mult mai evoluată: dispunea de un mic vas de război propulsat cu motor cu aburi, zbaturi, dar și cu pânze, „Karteria”. Karteria își începuse serviciul activ în 1826 și a fost primul vapor cu aburi din istorie care a intrat în acțiuni reale de luptă.
Corăbiile Royal Navy avuseseră parte de ceva modernizări. Vasele cu trei punți cu tunuri precum vestita HMS Victory a lui Nelson nu mai erau folosite. Acest tip de corabie era considerată instabilă și greu de manevrat. Nava standard de luptă a marinei britanice era reprezentată de corabia cu două punți, cu 74 – 84 de tunuri, care avea la bază un proiect francez. Calibrul tunurilor crescuse. Vasele din timpul războaielor napoleoniene erau dotate pe puntea principală cu tunuri de 32 de livre, pe puntea superioară cu tunuri de 18 livre și cu tunuri de 9 până la 12 livre pe suprastructuri (pe semidunetă și teugă). Prin contrast, tunurile  marinei erau de 24 sau 32 de livre (uneori încă două tunuri „carronade” de foarte mare calibru pe suprastructuri). Fregatele mari era vase cu două punți cu 50-60 de tunuri, iar cele mai mici cu o singură punte aveau 24-44 tunuri.
Cele mai multe vase aliate erau totuși veterane ale războaielor napoleoniene. Doar nava amiral a lui Codrington era una de model nou, HMS Asia, lansată 1824, iar Genoa, o navă franceză rechiziționată de britanici, era lansată în 1816. Francezii trimiseseră trei fregate moderne, iar De Rigny își stabilise cartierul general pe moderna fregată cu două punți Sirène. În total, aliații aveau 22 de corăbii cu 1.258 tunuri.

### Otomanii
Otomanii aveau în golful Navarino 78 de corăbii cu 2.180 de tunuri (nu sunt luate în considerație vasele mici și cele incendiare) . Deși aparent numărul de guri de foc era în favoarea otomanilor, aliații aveau un avantaj major în ceea ce privește calibrul tunurilor și calitatea echipajelor. Ca urmare, servanții aliați ai tunurilor erau capabili să asigure o cadență mari mare și o acuratețe superioară a focului decât cei otomani.
Aliații dispuneau de o superioritate substanțială o vaselor de primă linie: 10 vase de linie, față de doar 3 ale otomanilor. Acest avantaj era doar parțial depășit de cele 7 fregate cu două punți otomane, față de doar una aliată. Majoritatea vaselor otomane erau unele de capacitate mai mică: 58 de corvete și bricuri, care nu erau de mare folos în fața corăbiilor grele aliate. Ele dispuneau de o capacitate de foc mică, iar punțile lor joase erau o țintă ușoară pentru artileria aliată. De asemenea, flota otomană dispunea de tunuri de calibru mai mic decât al aliaților. Unele dintre tunurile otomanilor fuseseră oferite acestora de către britanici, atunci când își modernizaseră artileria navală. Majoritatea membrilor echipajelor aliate erau veterani ai războaielor napoleoniene, care se terminaseră cu 12 ani mai înainte, fiind militari de meserie. Spre deosebire de aceștia, echipajele otomane aveau experiență de luptă doar împotriva forțelor navale ale revoluționarilor greci. Deși confruntările navale dintre greci și otomani fuseseră violente, ele nu erau comparabile cu cele la care participaseră flotele marilor puteri. În unele cazuri, otomanii înrolaseră cu forța membrii în echipajele lor. După bătălie au fost găsiți membri ai echipajelor otomane înlănțuiți la posturile lor – pușcăriași, prizonieri greci sau alți oameni recrutați cu forța.
Contingentul egiptean, cel mai numeros și bine echipat din flota otomană de la Navarino, fusese instruit de o echipă de ofițeri francezi, sub comanda generală a căpitanului J-M. Letellier. Acești ofițeri acționau pe post de „căpitani din umbră” pe corăbiile mari egiptene, fiecare consiliindu-l pe căpitanul oficial egiptean. Cu o zi mai înainte de luptă, De Rigny i-a convins pe acești ofițeri francezi să se retragă din serviciul egiptenilor, pentru a evita să lupte împotriva conaționalilor lor. ofițerii francezi s-au mutat pe o navă austriacă ancorată în port, care se declarase neutră în conflict, dar care asigura în fapt suport logistic otomanilor. Letellier nu a participat la luptă deoarece în acele momente era bolnav. Lipsa ofițerilor francezi de la bordul vaselor egiptene i-a privat pe otomani de sprijinul unor ofițeri experimentați.
Cele mai periculoase arme ale otomanilor împotriva aliaților erau vasele incendiare. Acestea, numite și „vasele de linie ale săracilor”, își dovediseră valoarea în timpul atacurilor revoluționarilor eleni împotriva otomanilor, care au învățat lecția dură predată de greci. Vasele incendiare fuseseră plasate de otomani pe flancurile formației lor navale și ar fi putut, dacă ar fi fost folosite în mod corespunzător, să distrugă flota aliată concentrată într-un spațiu restrâns, cu echipaje care nu știau cum să reacționeze în fața unui asemenea atac. 
Otomanii dispuneau de asemenea de baterii de coastă pe fiecare mal al intrării în golf, plasate în fortul Navarino și pe insula Sfactiria. Aceste baterii ar fi putut împiedica intrarea aliaților în golf, dar  Codrington era foarte sigur că otomanii nu vor fi cei care vor deschide primii focul. Dacă ar fi deschis focul, în ciuda pierderilor, Codrington era hotărât să folosească prilejul pentru distrugerea flotei otomane.

## Strategiile
Flota otomană a pus în aplicare un plan defensiv propus de Letellier: ancorarea vaselor în formație „potcoavă”, cu un capăt în dreptul fortului Navarino și cu celălalt la coasta sudică a insulei Sfactiria, în ambele capete bucurându-se de sprijinul bateriilor de coastă. Prima linie era compusă din nave grele (vase de linie și fregate mari). A doua linie era compusă din restul fregatelor și corvetele mai mari. Linia a treia linie era compusă din vasele mai mici. Ideea era ca vasele mai mici să poată să tragă prin spațiile libere din linia întâi, fiind în același timp protejate împotriva atacului aliat de vasele mari. La capetele „potcoavei” staționau corvetele și vasele incendiare. Vasele incendiare puteau fi remorcate în pozițiile de luptă de vasele mici, acoperite de corvetele mici și de bateriile de coastă.
Planul aliat era să ancoreze în apele libere din mijlocul „potcoavei”. Escadra lui Codrington trebuia să ia poziție cu fața către centrul liniei otomane. Escadrele franceză și rusă trebuiau să se plaseze cu fețele spre aripile stângă, respectiv dreaptă ale otomanilor. Pozițiile franceze a fost special aleasă astfel încât să fie față în față cu vasele otomane ale căror echipaje fuseseră instruite de ofițeri francezi și care ar fi fost dornici să deschidă focul împotriva celor mai apropiați aliați europeni ai Egiptului. Planul lui Codrington ar fi putut fi considerat în conformitate cu doctrinele navale ale timpului ca extrem de riscant, deoarece își expunea forțele unei iminente încercuiri. În plus, cu un vânt care sufla în principal din sud-vest, drept spre intrarea în golf, Codrington risca să rămână prizonier în golf, fără nicio posibilitate să-și retragă rapid vasele în caz de urgență. adoptarea unui plan atât de riscant demonstrează încrederea uriașă a comandanților aliați în superioritatea tactică a vaselor proprii.

## Bătălia
Pe 20 octombrie 1827 la ora 13:30, Codrington a semnalizat de pe vasul amiral „Pregătiți-vă pentru acțiune”, iar echipajele aliate și-au luat pozițiile de luptă lângă tunuri. Tunurile de la babord aveau gurile de tragere acoperite pe jumătate, iar comandanții aveau ordine stricte să deschidă focul doar dacă erau atacați. La ora 14, vasele aliate au început să intre în golf prin intrarea sudică, înaintând pe două linii, britanicii urmați de francezi  la tribord (spre sud-est, mai aproape de Navarino) și cu rușii la babord în același rând, dar puțin în spatele francezilor. Bateriile de coastă sau corvetele otomane plasate la intrarea nu au încercat să împiedice intrarea aliaților în golf, dar Codrington a primit din partea lui Ibrahim Pașa un mesaj. Ibrahim Pașa atrăgea atenția că nu a acordat aliaților permisiunea de intrare în golf și le cerea să se retragă. Codrington a respins obiecțiunile lui Ibrahim, răspunzând că a venit să dea ordine, nu să le primească. De asemenea el a adăugat că, dacă otomanii deschid focul, flota lor va fi distrusă. 

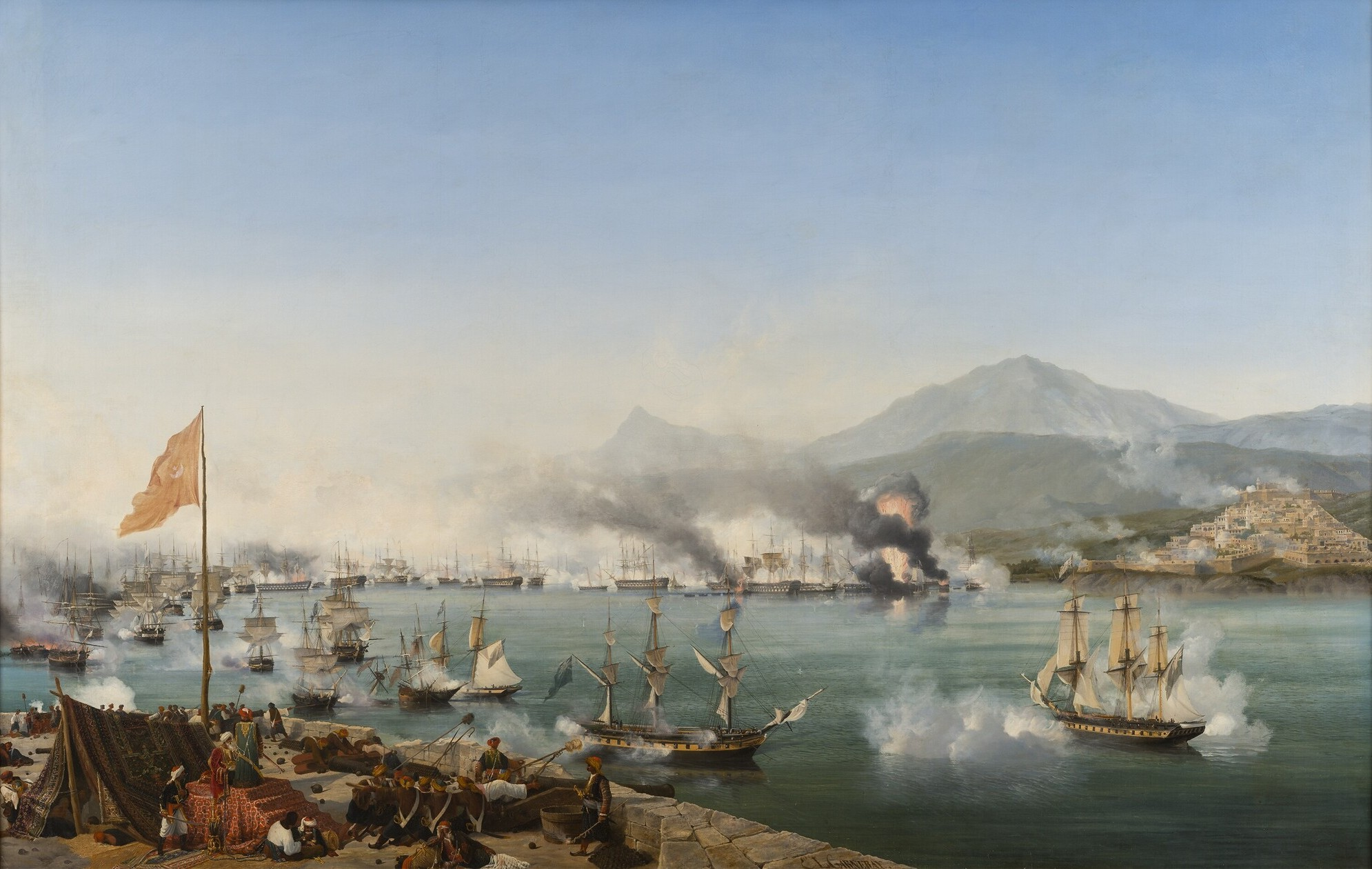
Flota otomană incendiată în golful Navariono, 20 octombrie 1827

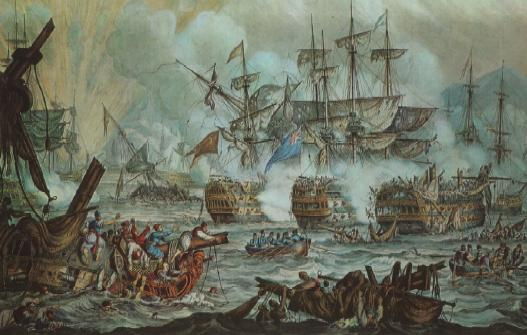
Luptele la mică distanță din golful Navarino. Nava amiral HMS Asia (având arborat at close quarters during the battle. This detail shows Codrington's flagship, HMS Asia (arborând pavilionul albastru) în momentul în care distruge două vase otomane de comandă

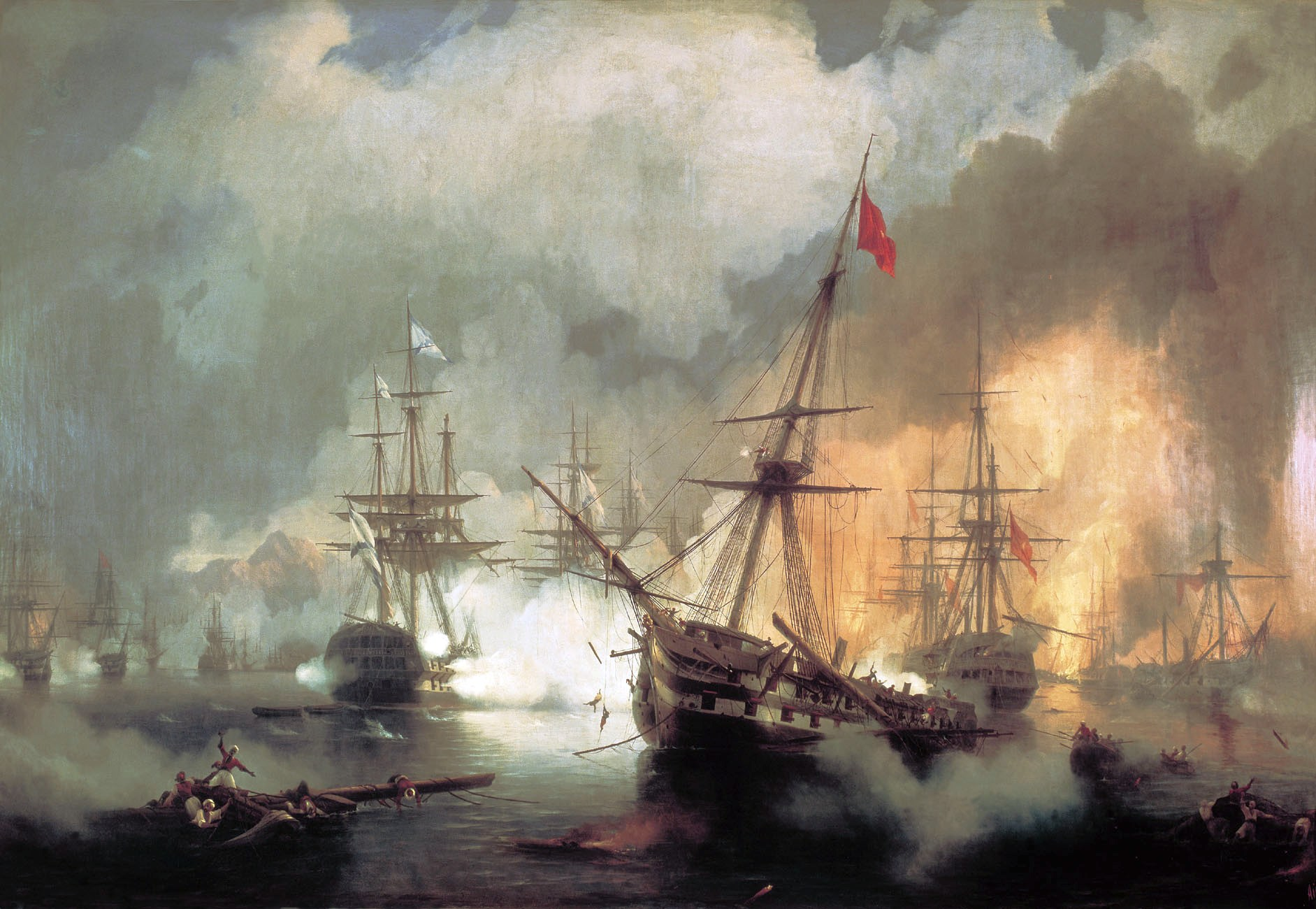
Escadra rusă (centru stânga cu steaguri albe cu cruce albastră) bombardând flota otomană (în dreapta, cu steaguri roșii)

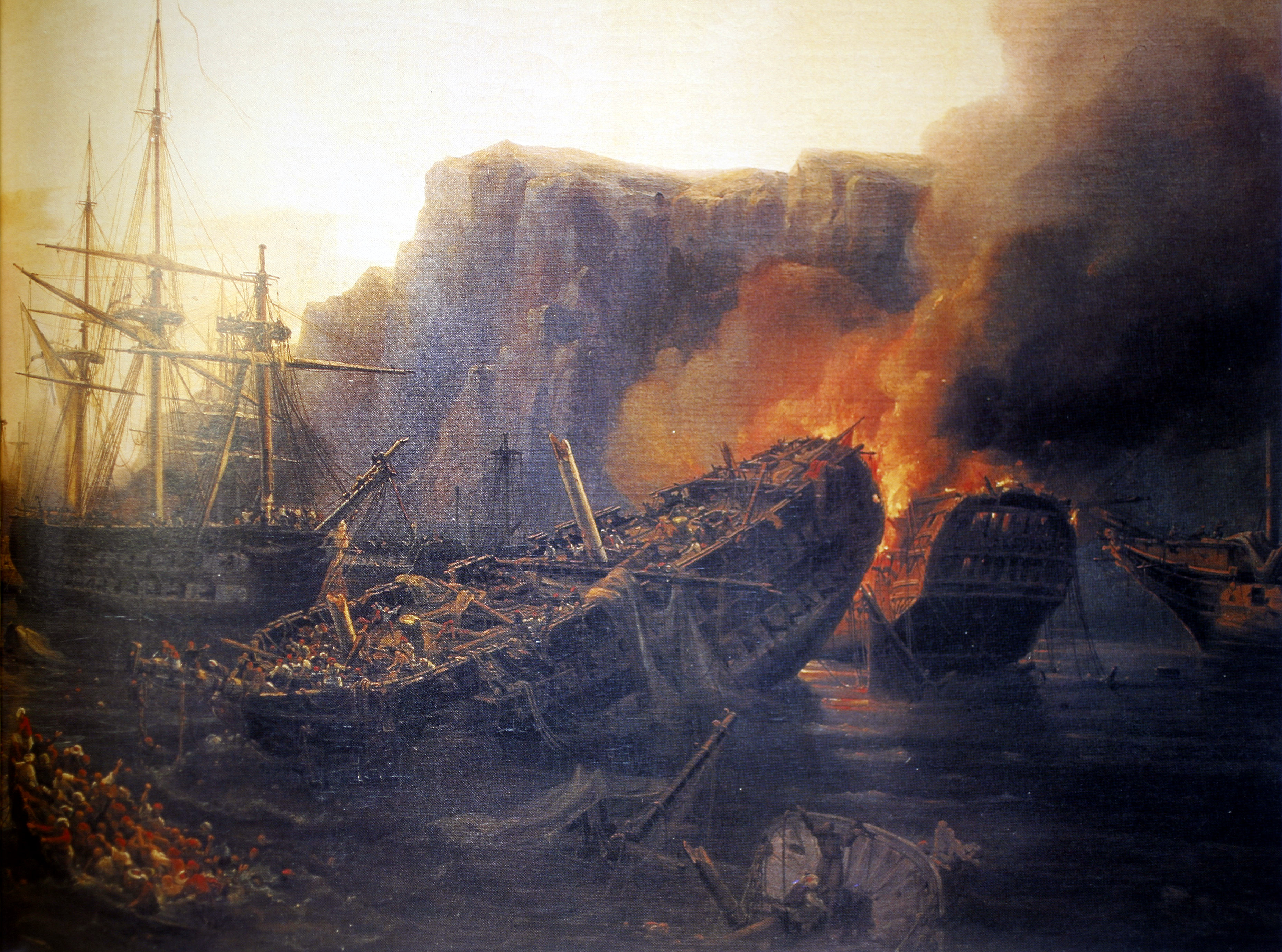
Corăbiile otomane incendiate și eșuate pe stâncile din Navarino

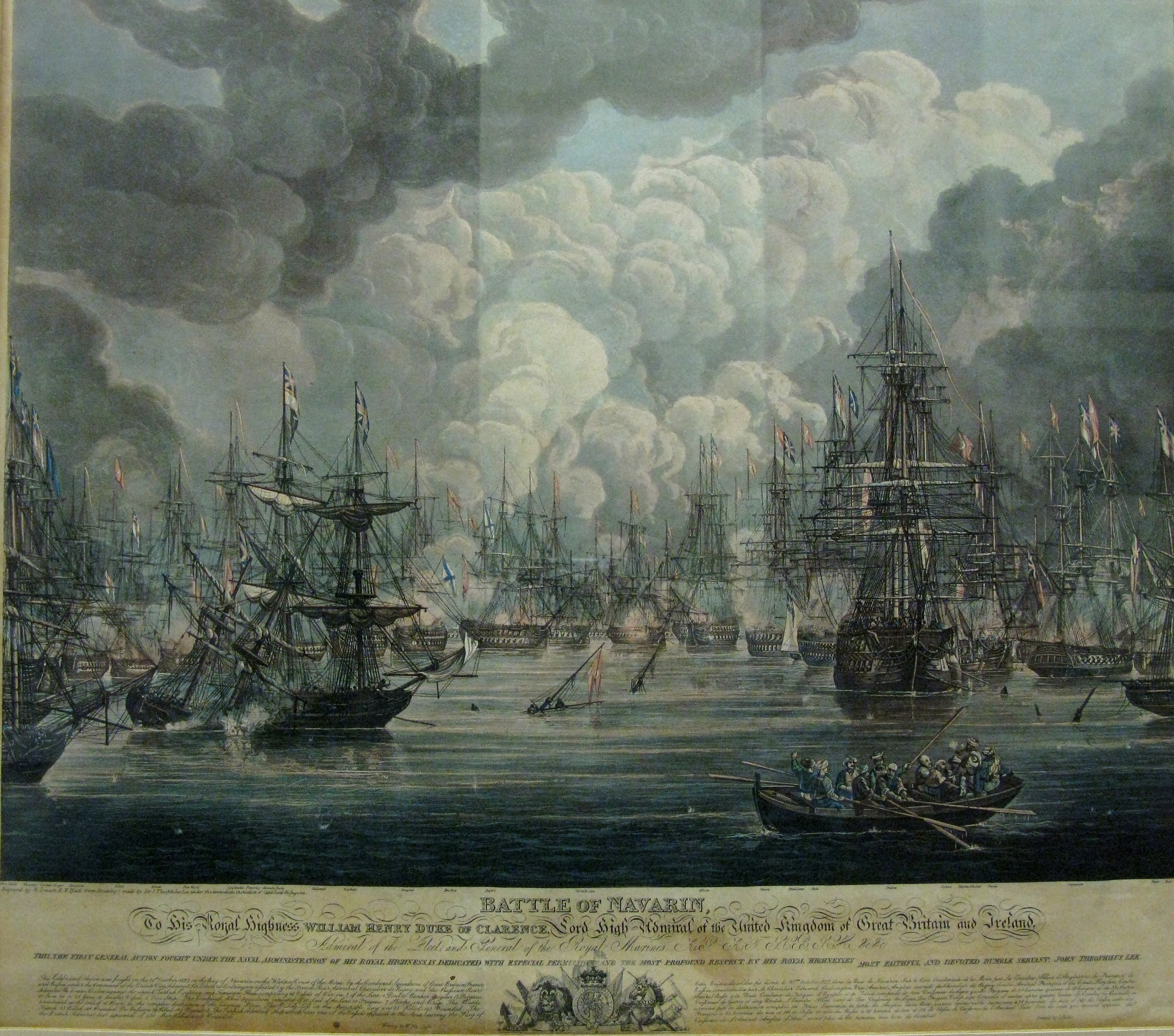
Bătălia de la Navarino, Muzeul National De Istorie, Atena, Grecia

Codrington și-a ancorat vasul amiral în mijlocul liniilor otomane și a ordonat unei fanfare să cânte pe punte, pentru a sublinia intențiile sale pașnice. La ora 14:15, cele trei nave de linie britanice au aruncat ancora în pozițiile stabilite. În timp ce vasele aliate se mutau pe poziții, gorniștii otomani sunau alarma, iar echipajele s-au grăbit să își ocupe pozițiile de luptă pentru contracararea intruziunii străine în baza navală.
În acest moment au izbucnit luptele la intrarea în golf. Codrington a pretins că ostilitățile au fost deschise de otomani. Luptele au debutat după cum urmează,  în conformitate cu sursele aliate:
Căpitanul Thomas Fellowes la bordul fregatei Dartmouth și sprijinit de șase vase mai mici (2 bricuri și 4 goelete) a luat poziție la intrarea în golf, având ordinul să țină sub observație corvetele și vasele incendiare otomane din flancul stâng al otomanilor. În timp ce navele aliate continuau să intre în golf, Fellowes a remarcat că otomanii începuseră să pregătească un vas incendiar pentru atac. Căpitanul britanic a trimis o șalupă pentru a le cere otomanilor să înceteze pregătirile de atac. Otomanii au deschis focul asupra șalupei și au aprins focul pe nava incendiară.  Fellowes a ordonat unui cuter să remorcheze vasul incendiar otoman într-un loc sigur, dar otomanii au deschis focul asupra micului vas britanic, provocând mai multe victime printre membrii echipajului. Ca răspuns, Fellowes a ordonat deschiderea focului de muschete împotriva atacatorilor, pentru a-și apăra propriul echipaj. În acest moment, echipajul vasului amiral francez Sirène, care tocmai intra în golf, fiind ultima corabie în linia franco-britanică, a deschis la rândul lui foc de muschete în sprijinul celor de pe Dartmouth, iar o corvetă otomană a deschis focul de artilerie asupra vasului Sirène. Aceste evenimente au degenerat într-o luptă generală în golf.
Bătălia a început astfel mai înainte ca aliații să-și fi plasat pe pozițiile stabilite toate vasele. De fapt, acest lucru s-a dovedit un mare avantaj tactic, pentru că unele dintre vasele aliate nu erau încă ancorate și puteau manevra în funcție de nevoi. Până la urmă, cele mai multe vase au luptat fiind ancorate, ceea ce le oferea o capacitate redusă de manevră, echipajele putând cel mult să schimbe orientarea corăbiilor. Lupta care a urmat a fost mai mult una de uzură, în care a contat foarte mult superioritatea aliaților în numărul și calibrul tunurilor.
Fazele luptelor por fi rezumate astfel:
1. Nava de linie Scipion (80 de tunuri), aflată în spatele lui Sirène (60 de tunuri), a fost atacată de pe ambele flancuri de fregatele egiptene, bateriile de coastă și o navă incendiară. Vasul incendiar a rămas înțepenit sub bompresul lui Scipion, iar o parte a velelor frontale au loc foc, incendiul propagându-se spre puntea superioară a tunurilor. Echipajul francez a declanșat lupta cu focul pentru a împiedica incendierea magaziei de muniție, care fi dus la o explozie catastrofală. Servanții bateriilor de tunuri au continuat să tragă asupra atacatorilor, în ciuda incendiului care se întindea primejdios. Scipion a fost salvată de la distrugere de vasul Trident (74 de tunuri), care a reușit să tracteze vasul incendiar, fiind sprijinit de alte trei vase britanice[39].
2. Vasul Sirène a dus un duel îndelungat cu fregata Ihsania (64 de tunuri), ultima explodând într-un final. Și Sirène a suferit distrugeri mari, iar echipajul a avut pierderi serioase. În ciuda pierderilor, Sirène, ajutată de Trident și Scipion, au atacat fortul  Navarino și au distrus bateriile de coastă[50].
3. Căpitanul vasului francez de linie Breslau (84 de tunuri), a hotărât să nu sprijine vasul amiral al francezilor, Sirène, și a părăsit formația, plasându-se în centrul golfului, la joncțiunea liniilor britanice și ruse, în sprijinul navelor de linie engleză Albion (74 de tunuri) și rusă Azov (80 de tunuri). Albion, care distrusese în primele momente ale luptei o fregată otomană, era atacată simultan de trei vase de linie otomană. Englezii au fost norocoși, deoarece tunarii otomani s-au dovedit foarte nepricepuți. Chiar și așa, căpitanul britanic de pe Albion a recunoscut mai târziu că intervenția francezilor de pe Breslau i-a salvat vasul și echipajul de la anihilare. Breslau a jucat în continuare rolul principal în distrugerea vasului amiral al otomanilor, Ghiuh Rewan (84 de tunuri), și a încă 4 fregate[51].
4. Vasul pe care se afla Codrington,  Asia (84 de tunuri) era ancorat între vasul de linie otoman Fahti Bahri (74 de tunuri) și fregata egipteană Guerrière (60 de tunuri). Dacă turcii au deschis focul, egiptenii l-au anunțat pe Codrington că nu se vor implica în lupte. Această situație i-a permis vasului Asia să-și concentreze atacul asupra Fahti Bahri, care era într-o stare proastă și avea echipajul incomplet. Fahti Bahri a fost distrusă în scurtă vreme.  Codrington a trimis un interpret, pe grecul P. Mikelis, să negocieze cu egiptenii, dar acesta a fost împușcat când încerca să se urce la bord. Guerrière a deschis mai apoi focul, dar a fost distrusă în mai puțin 20 de minute de Asia și Azov.[52]. Totuș, Asia a suferit pierderi umane și materiale serioase ca urmare a focului declanșat de vasele mici otomane din linia a doua și a treia. Planul lui Letellier, care prevăzuse ca acest vase mici să tragă prin spațiile libere dintre vasele mari, s-a dovedit realist. Codrington a considerat însă că Asia fusese victima erorilor de tragere a camarazilor de pe vasul Genoa[53].
5. Vasele rușilor comandate de  Heyden au fost ultimele care au intrat în dispozitivul de luptă. Această poziție, în partea dreaptă a semilunii otomane, era cea mai puternic expusă. Luptele în sectorul rus au fost cele mai intense. Azov a scufundat sau deteriorat grav 3 fregate mari și o corvetă, dar la rândul lui a primit 153 de lovituri, câteva sub linia de plutire[54].
6. Fregatele Armide și Talbot au trebuit la început să facă față singure atacurilor fregatelor flancului drept otoman și a bateriilor de coastă de pe insulă.  Două fregate ruse au sosit mai târziu, salvându-le pe  Armide și Talbot de la distrugere[55].
7. Bricul Alcyone și goleta Daphne au acționat sub protecția fregatei Dartmouth pentru prevenirea atacurilor vaselor incendiare. Ele au înregistrat un succes total: în afară de atacul asupra lui Scipion, nicio altă corabie incendiară nu și-a mai atins ținta [56].

În jurul orei 16:00, toate cele trei nave de linie otomane și cele mai multe fregate din prima linie fuseseră scoase din luptă. Vasele otomane mai mici din liniile a doua și a treia au fost atacate după aceasta de navele de linie aliate, care în ciuda distrugerilor suferite, erau încă operaționale. De-a lungul luptelor, Codrington a încercate de două ori să ordone încetarea focului, dar semnalele sale au fost ori invizibile în fumul dens, sau au fost ignorate. În următoarele două ore, practic întreaga flota otomană a fost distrusă, în ciuda bravurii echipajelor otomane, lăudată chiar și de Codrington în raportul oficial. Două treime dintre vasele otomane au fost scufundate. Unele ele, grav avariate, dar încă capabile să plutească și posibil să fie reparate, au fost sabordate sau incendiate de propriile echipaje, pentru a fi luate pradă de război de către aliați.
Pierderile otomane, algeriene și egiptene au fost uriașe, numeroși membri ai echipajelor au pierit fiind prinși în capcana vaselor incendiate sau care au explodat. Pierderile pe care le-a raportat Letellier lui Codrington au fost de aproximativ 3.000 de morți, 1.109 răniți. Din întreaga flotă otomană au mai rămas în stare să navigheze doar 8 vase: un vas de linie cu catargele rupte, două fregate și cinci corvete.
Codrington a raportat pierderea a 181 de soldați morți, 480 răniți (inclusiv fiul mai mic al lui Codrington, care servea ca aspirant pe Asia). Mai multe vase aliate au fost grav avariate. Vasele de linie ruse Azov, Gangut și Iezekiil au fost scoase din luptă. Trei vase de linie britanice au fost trimise pentru reparații în Anglia. Codrington a trebuit să recunoască faptul că în ciuda manevrării foarte greoaie a vaselor în golf și a exploziei vaselor otomane a fost un miracol că niciun vas aliat nu a fost scufundat.
În seara aceleiași zile, după încetarea luptelor din golf, vestea victoriei aliate s-a răspândit în întreg Peloponezul și mai departe, în restul Greciei. În sate au bătut clopotele bisericilor, iar locuitorii s-au adunat în piețele publice bucurându-se pentru că sultanul și vasalul lui, Ibrahim Pașa, și-au pierdut flota din Mediterana. Pentru o țară maritimă precum Grecia implicațiile au fost evidente: revoluția a fost salvată. Grecii au sărbătorit pentru câteva zile și nopți. Pe culmile muntoase din Peloponez au fost aprinse ruguri uriașe. Grecii au sărbătorit chiar și în zonele aflate sub controlul garnizoanelor otomane, care, demoralizate, nu au întreprins măsuri punitive.

## Urmări

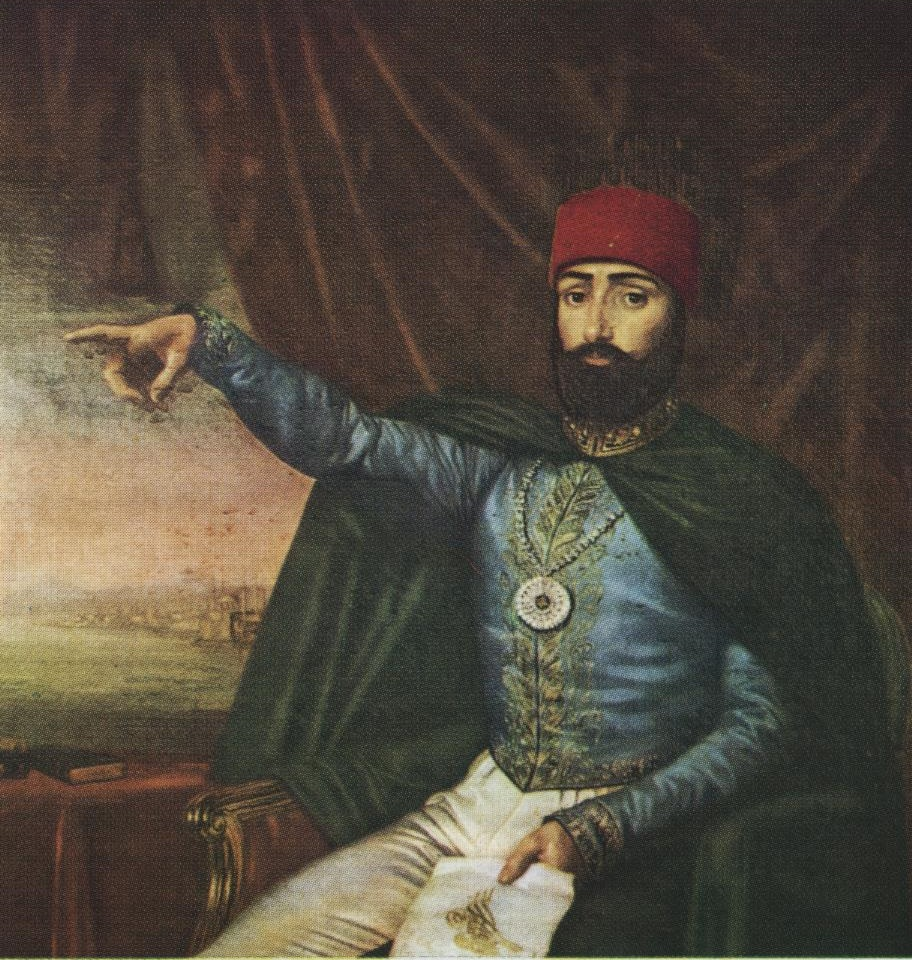
Sultanul Mahmud al II-lea, care a încercat în zadar timp de opt ani să înfrângă revoluția elenă

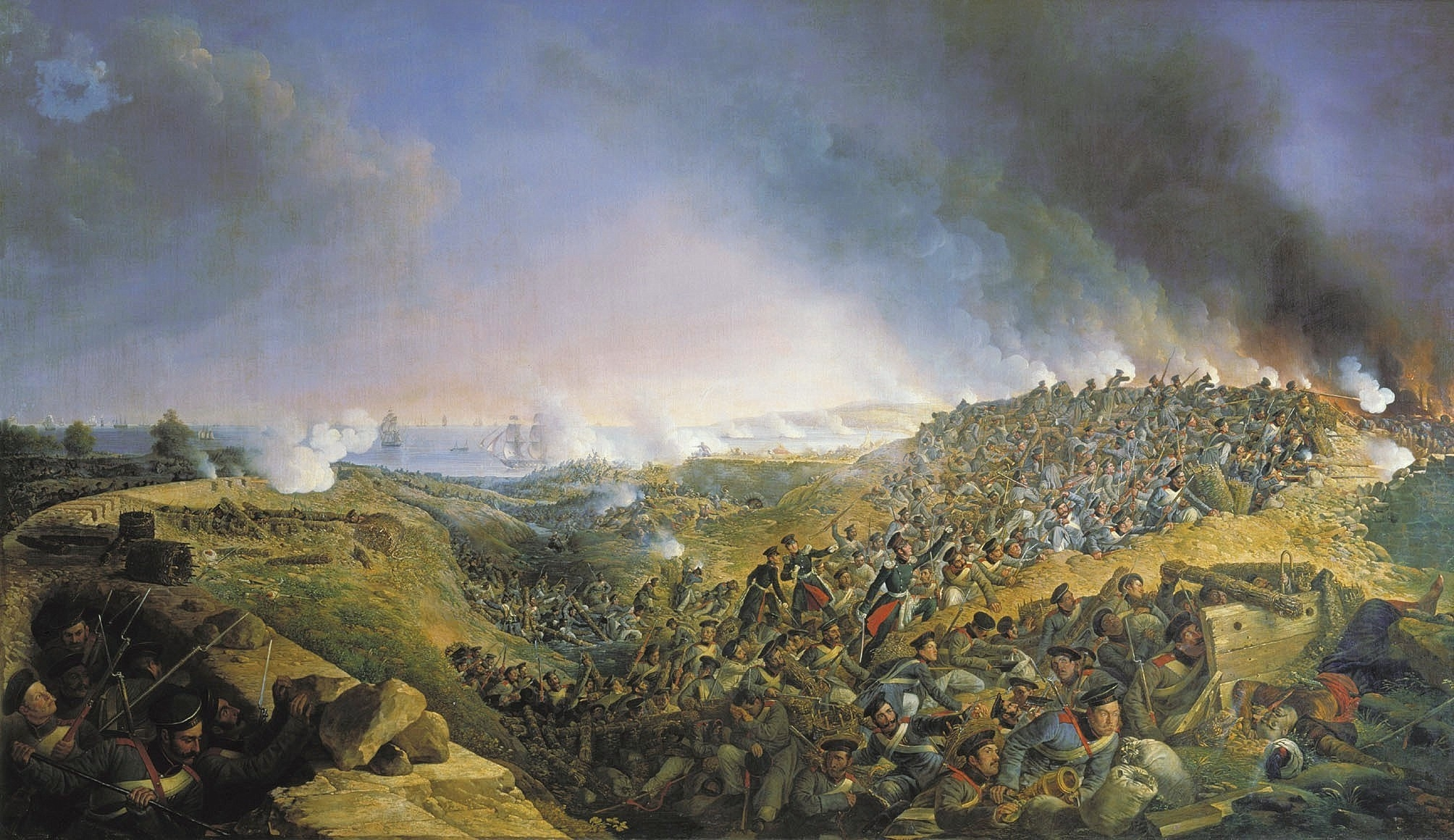
Forțele maritime și de terestre luând cu asalt fortăreața de la Varna din provincia otomană Rumelia (septebrie 1828). Varna a fost cucerită, dar două alte fortificații otomane din Rumelia au rezistat, ceea ce a făcut ca războiul început în 1828 să se prelungească pentru încă patru ani.

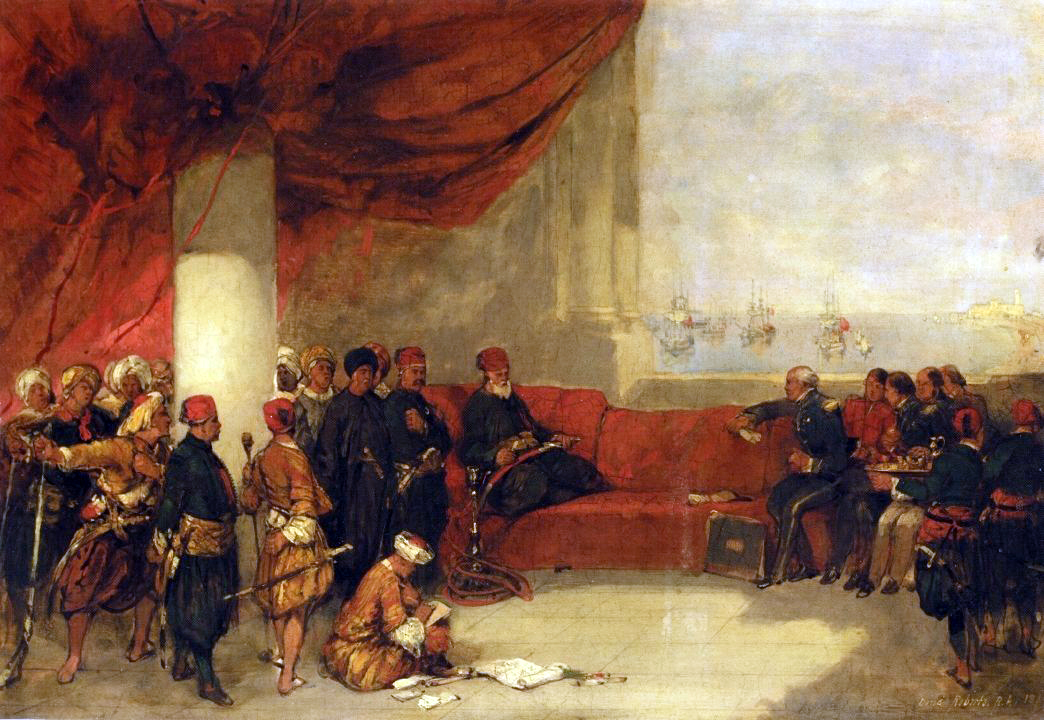
Amiralul britanic Codrington (în centru) negociind cu Muhammad Ali Pașa în palatul din Alexandria (1828). După înfrângerea de la Navarino, egiptenii au negociat retragerea din Grecia, care s-a petrecut doar peste un an de zile

În ciuda înfrângerii de la Navarino, sultanul comanda încă aproximativ 40.000 de soldați în Grecia centrală și de sud, cu garnizoane plasate în fortărețe puternic întărite. Eliberarea Greciei era încă departe, Poarta nefiind încă dispusă să accepte Tratatul de la Londra.
De altfel, sultanul nu s-a resemnat după înfrângerea de la Navarino. Din potrivă, el răspuns prin o atitudine mult mai agresivă împotriva grecilor și celor care i-au ajutat, ceea ce a provocat reacția Imperiului Rus. La câteva săptămâni după bătălia de la Navarino, sultanul, califul tuturor musulmanilor,  a proclamat în mod simbolic „Jihadul” (războiul sfânt) împotriva puterilor europene. El a hotărât închiderea strâmtorii Bosfor pentru traficul naval internațional, provocând practic Rusia, a cărui întreg comerț exterior trecea prin strâmtorile Mării Marmara. De asemenea, sultanul a declarat caduc Convenția de la Akkerman, semnată cu un an mai înainte cu Rusia.
Sultanul a mai ordonat vasalului său Muhammad Ali să nu-și retragă forțele din Peloponez. Aliații și-a trimis însă negociatorii la Alexandria să propună liderului egiptean să-și retragă forțele din Europa. Muhammad Ali trebuia să facă față unei dileme. Pe de-o parte, fiind un om de stat experimentat, el și-a dat seama că atâta vreme cât marile puteri sprijină independența Greciei, lupta din Peloponez era pierdută pentru otomani. Pe de altă parte, el ezita să-și trădeze suveranul, cel puțin după momentul în care califul proclamase războiul sfânt. Nu în ultimul rând, nu dorea să-și umilească fiul, obligându-l să se retragă. De aceea, Muhammad Ali a ales să tragă de timp, implicându-se în negocieri îndelungate și fără efect, în speranța că între timp sultanul avea să ajungă la un aranjament cu aliații, permițându-i astfel lui Ibrahim să se retragă cu demnitate din Grecia.
Orice șansă pentru rezolvarea conflictului pe calea negocierilor a dispărut odată cu declarația de război a Rusiei din aprilie 1828, care declanșa cel de-al unsprezecelea război ruso-turc. Acest conflict era reflectarea eșecului final al diplomației britanice în regiune.  O armată de 100.000 de oameni sprijinită de flota Mării Negre, având drept comandant suprem pe însuși împăratul Nicolae I, (comanda efectivă fiind însă în mâinile generalului de origine germană Peter Wittgenstein), a traversat Principatele Dunărene, a traversat Dunărea și a asediat principalele fortărețe otomane din Rumelia – Silistra, Varna și Șumen. În ciuda victoriilor importante pe uscat și pe mare (inclusiv cucerirea portului Varna), campania din 1828 nu s-a încheiat cu înfrângerea otomanilor. Silistra și Șumen a rezistat atacurilor rușilor, care au fost obligați în cele din urmă să se retragă datorită crizei în aprovizionare și a bolilor care le măcina armata.
Între timp, la conducerea guvernului francez a venit un politician cu vederi mai liberale, vicontele de Martignac (ianuiarie 1828). Acesta a venit la putere după ce în Franța au fost organizate alegeri la care au participat doar electoratul aristocratic, care a votat împotriva facținii ultraconservatoare. De Martignac era dornic să câștige popularitate și a anunțat în aprilie 1828 că, date fiind eșecurile negocierilor, Franța urma să trimită o forță expediționară de 13.000 de soldați în Moreea pentru alungarea forțelor otomano-egiptene din Peloponez. Inițiativa premierului a fost întâmpinată cu entuziasm de publicul parizian. Chiar în timpul în care francezii începuseră pregătirile de război în porturile mediteraneene, Ibrahim Pașa îi transmitea tatălui său că este sigur că poate respinge forța expediționară franceză. Numai că, după distrugerea flotei sale militare, pentru care cheltuise sume foarte mari de bani, Muhammad Ali nu mai era dornic să continue conflictul cu marile puteri. El considera că forțele sale din Peloponez, în rândul cărora luptau în cea mai mare parte țărani egipteni și mercenari albanezi, nu vor putea să facă față cu succes soldaților profesioniști francezi, veterani căliți în războaiele napoleoniene. De aceea, liderul egiptean s-a angajat de această dată în negocieri serioase cu Codrington, care fusese trimis la Alexandria într-o încercare a guvernului de la Londra de dejucare a planurilor Franței. În august, Muhammad Ali și Codrington au căzut de acord asupra temenilor retragerii forțelor egiptene din Peloponez. Dacă la început Ibrahim a refuzat să se supună ordinelor de evacuare date de tatăl său, a cedat în cele din urmă, la scurtă vreme după debarcarea trupelor franceze la Navarino din august. Egiptenii au părăsit Peloponezul în octombrie 1828, după un an de la distrugerea flotei. Trupele franceze au acționat în continuare pentru elimnarea garnizoanelor otomane din Peloponez, care de altfel au opus o rezistență mai degrabă simbolică. În același timp, forțele elene au recucerit controlul asupra Greciei centrale printr-o campanie rapidă.
Pentru campania din 1829, țarul Nicolae I l-a demis pe și l-a numit în funcția de comandant pe Hans Karl von Diebitsch, care a reușit să cucerească Silistra. Această victorie a fost urmată de o manevră îndrăzneață prin care a ocolit Șumen, a pus pe fugă forțele otomane trimise să-l oprească și s-a îndreptat spre Constantinopol. Sultanul a fost forțat să capituleze în momentul în care armatele ruse au ajuns în septembrie 1829  la 40 km de capitala Imperiului Otoman. Prin Tratatul de la Adrianopol, sultanul a fost obligat să accepte o lungă serie de pretenții ale rușilor, printre acestea aflându-se acceptarea autonomiei Greciei, așa cum fusese definită prin Tratatul de la Londra. Împăratul Nicolae I și cabinetul său nu au forțat însă nota și nu au cerut acceptarea tuturor condițiilor dorite de ultranaționaliștii ruși, așa cum ar fi fost ocuparea Principatelor Dunărene și a regiunii strâmtorilor. Asemenea avantaje obținute de Sankt Petersburg ar fi adus la un conflict cu Austria și Regatul Unit. Drept consecință, Londra și Viena au acceptat fără multă tragere de inimă cele câteva câștiguri strategice ale rușilor.
Acceptarea de către sultan a condițiilor impuse de ruși a venit însă prea târziu pentru ca otomanii să mai poată păstra controlul asupra Greciei. Grecii, încurajați de eșecurile militare repetate în fața puterilor europene dar și în fața armatei revoluționare elene, au refuzat să accepte orice altă soluție în afară de cea a independenței depline. În cele din urmă, aliații europeni au renunțat la susținerea suzeranității otomane asupra Greciei și, prin semnarea actului final al Confeeinței de la Londra din 1832, au acceptat independența țării. Aliații au insistat însă ca nou proclamatul stat elen să fie o monarhie, nu o republică. La sfârșitul aceluiași an, sultanul a fost forțat să accepte propunerile aliaților și a semnat 
Tratatul de la Constantinopol prin care recunoștea în mod oficial noul stat independent – Regatul Greciei. Teritoriul acestui regat era însă limitat doar la regiunile din care fuseseră alungate forțele otomane: Peloponez, Insulele Ciclade și Grecia centrală. Numeroase regiuni cu o majoritate etnică elenă precum Tesalia, Epir, Tracia insulele Creta și Cipru ca și restul insulelor din
Secesiunea Greciei nu a reprezentat încheierea necazurilor pentru otomani. În mod ironic, cea mai mare amenințare împotriva integrității Imperiului Otoman nu venea din partea Imperiului Rus, ci din partea Egiptului. După ce și-a pierdut flota și fieful ereditar promis fiului său, Muhammad Ali a cerut drept compensație pentru Ibrahim titlul de wali (vicerege) al provinciei otomane Siria (care cuprindea teritoriile Siriei, Libanului și Palestinei moderne). Atunci când sultanul a refuzat acest favor, Muhammad Ali și-a trimis în 1831 armata în frunte cu Ibrahim să ocupe Siria. După ce a învins cu ușurință forțele otomane locale și a ocupat provincia, Ibarhim a zdrobit armata otomană din Anatolia și a pregătit marșul împotriva Constantinopolului. Înaintarea sa a fost stopată de intervenția britanicilor și francezilor, care au obligat Poarta să-i acorde lui Ibrahim controlul asupra Siriei și, în plus, și asupra insulei Creta și a regiunii Hejaz din Arabia. Domnia sa a fost una opresivă și a provocat o serie de revolte ale localnicilor, așa cum a fost revolta arabilor palestinieni din 1834. Sultanul a încercat în 1839 să recucerească controlul asupra regiunii, dar armatele otomane au fost înfrânte din nou de forțele lui Ibrahim, care a invadat iarăși Anatolia. În această situație critică, Mahmud al II-lea a murit, iar pe tronul otoman a venit fiul său adolscent, Abdul-Medjid I. Britanicii și austriecii s-au temut de o posibilă dezintegrare a Imperiului Otoman și acționat direct, navele lor militare blocând Delta Nilului. Egiptenii au fost obligați să se retragă din Siria dar, pe de altă parte, britanicii și austriecii l-au forțat pe tânărul sultan să îi recunoască lui Ali statutul de vicerege ereditar al Egiptului. Dinastia fondată de Ali a continuat să conducă Egiptul până la lovitura de stat din 1952. Independența de facto a egiptenilor față de Imperiul Otoman a fost înlocuită în scurtă vreme de controlul  de facto exercitat de britanici asupra politicii egiptene. După construcția canalului Suez, care a devenit imediat principala rută maritimă către India Britanică, guvernele britanice (indiferent de orientarea politică) au considerat că Egiptul este prea important din punct de vedere strategic pentru Londra și de aceea i-au impus un protectorat militar. Trupele britanice au staționat în Egipt din 1875 până la sfârșitul celei de-a doua conflagrații mondiale în 1945. În toată această perioadă, succesorii lui Ali nu au fost mai mult decât niște marionete politice ale politicii imperialiste britanice.

## Controversele legate de acțiunile lui Codrington
Veștile victoriei de la Navarino l-au transformat pe Codrington într-un erou în ochii opiniei publice britanice. Liderii armatei, marinei și diplomației britanice au fost însă profund îngrijorați de urmările acestei victorii. S-a considerat că amiralul britanic a încălcat grav instrucțiunile provocând distrugerea flotei otomane, iar acțiunile sale au compromis grav capacitatea Porții să reziste atacurilor Rusiei. Regele George al IV-lea ar fi afirmat într-un cadru public că bătălia a fost un „eveniment nedorit”. Situația politică a lui Codrington a devenit precară odată cu revenirea ducelui Wellington la putere în ianuarie 1828, de această dată ca prim-ministru al guvernului Tory (1828–1830). Războiul declanșat în 1828 de țarul Nicolae I împotriva Imperiului Otoman nu a făcut decât să confirme cele mai negre previziuni ale politicienilor britanici și să adâncească dizgrația în care se afla Codrington.
La început, criticile împotriva lui Codrington au fost precaute, din cauza uriașei popularități ale acestuia. Amiralitatea și-a permis să-și vexeze amiralul prin lucruri mărunte, așa cum a fost refuzul plății către echipajele participante la luptă a cotei-părți din captura de război,  în ciuda cererilor repetate ale lui Codrington. Între timp, Wellington a așteptat momentul potrivit din punct de vedere politic pentru a-l îndepărta pe Codrington de la comanda din Mediterana. În iunie 1828, Amiralitatea a anunțat eliberarea de la comandă a lui Codrington (deși el a rămas comandant interimar până la venirea noului ocupant al postului în august). Deși regele i-a acordat lui Codrington Marea cruce de Bath, Amiralitatea nu i-a mai acordat nicio comandă operațională și nu l-a promovat la gradul de amiral decât înainte de retragerea din marină în 1837.
Codrington și-a petrecut ultimii ani din viață încercând să apere deciziile pe care le-a luat în Grecia. Dușmanii lui l-au învinuit că a complotat pentru distrugerea flotei otomane datorită simpatiilor sale filoelene, o posibilitate pe care  Codrington a respins-o cu vehemență. Ceea ce nu se știe încă cu siguranță este dacă Codrington era conștient că odată cu intrarea flotei în golf se va declanșa bătălia. În această privință există dovezi pro și contra. Pe de-o parte, se cunosc ordinele clare date de Codrington, care cerea comandanților de nave să nu deschidă focul decât dacă sunt atacați. Pe de altă parte, în corespondența sa privată, (în principal către sora lui), Codrington sugerează că angajarea militară aliată era inevitabilă.

## Lista a corăbiilor implicate în luptă
|               | Regatul Unit                                          | Franța                                 | Rusia                                                      | Total aliați | Otomani / egipteni** | Total otomani / egipteni |
| ------------- | ----------------------------------------------------- | -------------------------------------- | ---------------------------------------------------------- | ------------ | --- | ------------------------ |
| Nave de linie | Asia(84) Genoa (76) Albion (74)                       | Breslau (84) Scipion (80) Trident (74) | Gangut (84) Azov (80) Iezekiil (80) Aleksandr Nevskii (80) | 10 (796)     | Ghiuh Rewan (84) Fahti Bahri (74) Burj Zafer (70)                                                                                           | 3 (228)                  |
| Fregate       | Glasgow (50) Cambrian (48) Dartmouth (42) Talbot (28) | Sirène (60) Armide (44)                | Provornyi (48) Konstantin (44) Elena (38) Kastor (36)      | 10 (438)     | Ihsanya (64) Surya (dd) (56) Guerrière (60) Leone (60) Fevz Nusrat (64) Ka'íd Zafer (64) un vas cu două punți 10 fregate cu o singură punte | 17 (818)                 |
| Altele*       | 2 bricuri                                             |                                        |                                                            | 2 (24)       | 30 corvete 28 bricuri | 58 (1134)                |
| Total         | 9                                                     | 5                                      | 8                                                          | 22 (1258)    | 78 | 78 (2180)                |

Sursa: Informații din W. James, Naval History of Great Britain  (Londra, 1837),  vol. VI, pp. 476–89.
Notă
- - Cifrele oficiale ale efectivelor navale otomano-egiptene sunt greu de stabilit. Cifrele din tabelul de mai sus sunt cele din raportul lui Codrington. Acestea au fost obținute la rândul lor de către unul dintre ofițerii britanici de la secretarul francez al flotei otoman. Într-un raport al lui Leteiller către ambasadorul britanic la poarte, apar două fregate în plus și 20 de corverte mai puțin din totalul flotei otomane (60 vase).  W. James afirmă în Naval History of Great Britain (1837) Vol. VI, p. 478, că efectivele otomane au fost chiar mai reduse: 3 nave de linie, 15 fregate mari și 18 corvete, cu un total de 36 de corăbii.

- - Alte exclude  goeletele, vasele incendiare și șalupele

Cifrele din paranteze indică numărul de tunuri

## Celebrarea bătăliei
Există un număr de monumente care comemorează bătălia din Golful Navarino. În piața centrală din Pylos,  „Piața celor Trei Amirali” (în greacă: Πλατεία Τριών Ναυάρχων), se află un obelisc. Pe trei dintre fețele sale sunt sculptate profilurile lui Codrington, Heyden și De Rigny.
Pe insulele din golf sunt ridicate monumente soldațior aliați căzuți în luptă: pe Helonaki pentru britanici, Pylos pentru francezi și pe Sfaktiria pentru ruși. Monumentul ridicat în cinstea rușilor este cel mai impunător – o mică biserică din lemn în stil ortodox rus. Pe malurile insulei Sfaktiria se află de asemenea un monument al susținătorului luptei de eliberare a grecilor, contele Santorre di Santa Rosa, căzut în luptă pe această insulă într-o bătălie anterioară.
Această bătălie este comemorată în fiecare an pe 20 octombrie în Piața celor Trei Amirali din Pylos. Guvernele britanic și francez își trimit reprezentanții la sărbătoare, iar cel rus, în afara unui reprezentant, trimite și o navă militară cu echipaj complet.

## Vezi și
- Istoria Greciei
- Războiul de Independență al Greciei

## Legături externe
- en Extract from W. James Naval History of Great Britain (1837) Vol VI 471-90 Arhivat în 6 aprilie 2013, la Wayback Machine. (Include reproducerile unor documente originale, inclusiv raportul lui Codrington)
- Vedere aeriană a  Golfului Navarino Arhivat în 17 noiembrie 2012, la Wayback Machine.
- en Bătălia de la Navarino